# 京都丹波高原國定公園

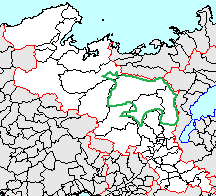
京都丹波高原國定公園範圍
（綠線內）

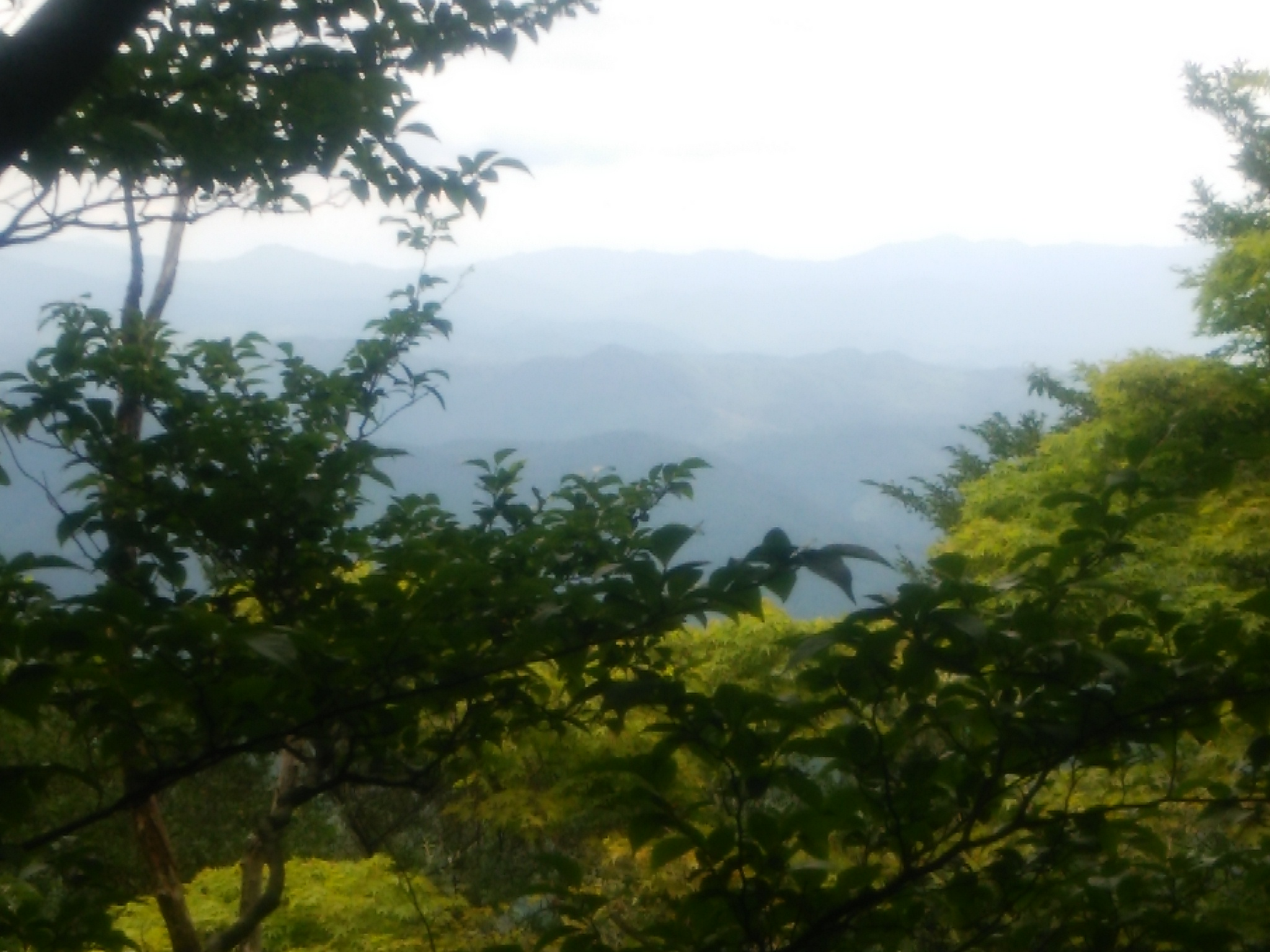
愛宕山望向京都丹波高原

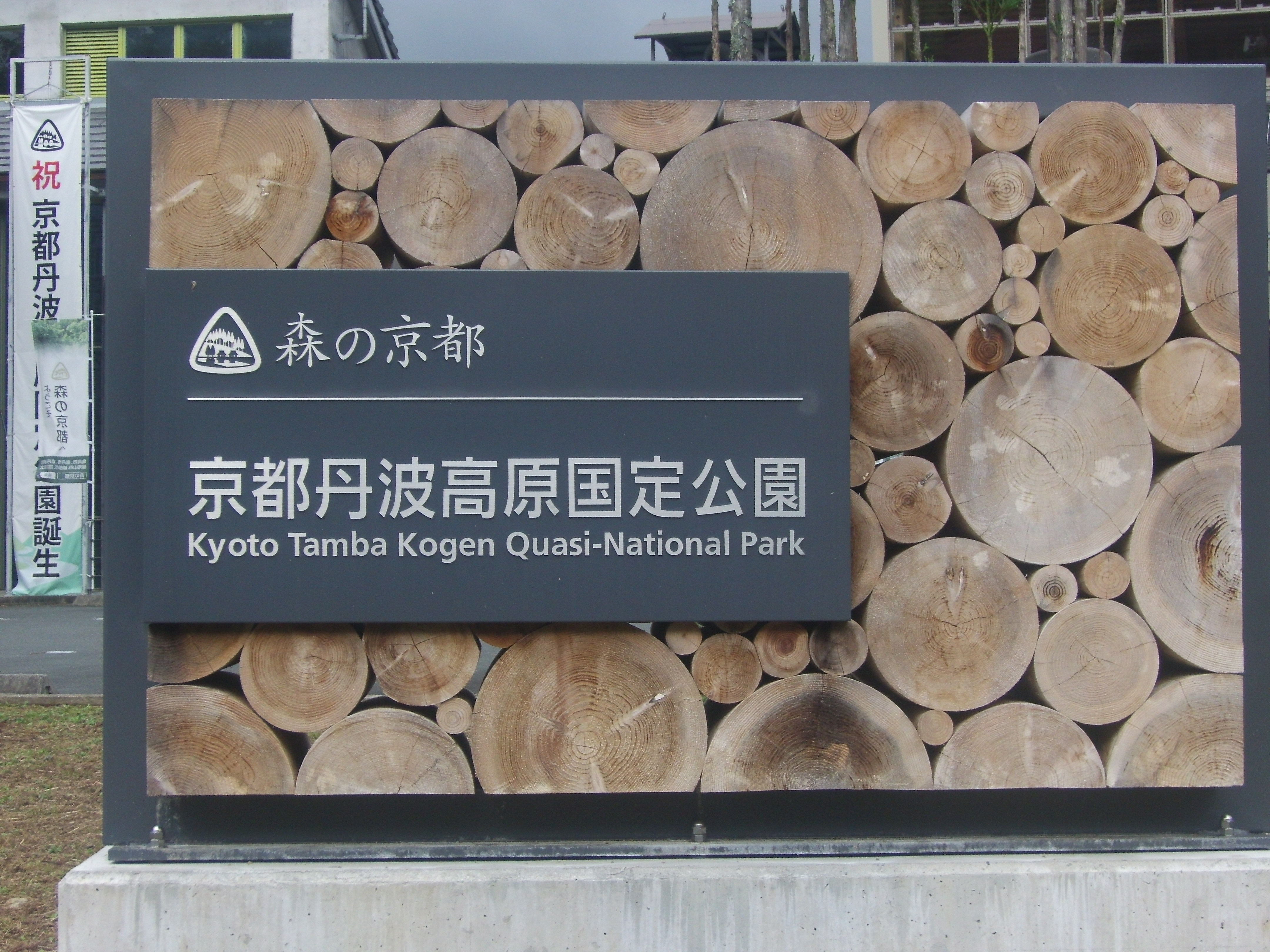
京都丹波高原國定公園紀念碑
（南丹市美山文化會館）

京都丹波高原國定公園（きょうとたんばこうげんこくていこうえん）是位在日本京都府的國定公園。總面積68,851公頃。
丹波高地（丹波高原）橫跨了兵庫縣東部、京都府、大阪府北部、滋賀縣西部、福井縣西南部，而本公園以京都府南丹市、綾部市、京丹波町（船井郡）、京都市左京區與右京区的範圍為主。北至由良川水系中上游流域與上林川（由良川水系）上游流域，南至桂川水系中上游流域（大堰川、保津川），東至滋賀縣縣界，西至由良川與桂川貫穿出的龜岡盆地東緣。2016年（平成28年）2月23日中央環境審議會通過，3月25日成為日本第64座國定公園。不過，延續龜岡盆地與丹波高原山脊的福井縣、滋賀縣比良山地等並不在公園範圍內。
為了紀念國定公園成立，2016年3月26日於南丹市美山文化會館舉行紀念典禮與紀念碑揭幕式，接著在同年7月21日的自然公園日與首次實施的8月11日山之日於公園內舉行各式活動，之後德仁皇太子（現今上天皇）在10月9日出席於南丹市府民之森日吉舉行的第40回全國育樹祭。
在京都府的國定公園中，相對於擁有日本三景天橋立、重要傳統的建造物群保存地區伊根舟屋、日本遺產舞鶴港等的日本海側「海之京都」，本公園被定位為「森之京都」，企圖向觀光客展現與世界遺產「古都京都的文化財」不同的京都魅力。

## 概要
丹波高原是分隔日本海側與太平洋側的脊梁山脈，國定公園指定區域正好位於雙方氣候帶的交界，降雨量大（年降雨量2000公釐）。因此，冷溫帶日本山毛櫸林、暖溫帶常綠闊葉林、溫帶性針葉林在此相互交錯，由日本柳杉、日本山毛櫸、水楢與蘆生杉（アシウスギ）等樹種組成的自然林是西日本極具規模的自然林。
公園內的喬木類還有青剛櫟、日本冷杉、日本南部鐵杉、翌檜（羅漢柏）、日本扁柏、楓木、日本七葉樹、合歡、松木、日本榧樹、日本金松、槲寄生、交讓木等，林間還可見漉油、瓜木、白辛樹、日本金縷梅、日本茵芋、花椒木、四照花、錦帶花，林床則有赤竹属與蕨類植物，而澤邊是日本七葉樹與水胡桃等溪畔木。低木、野草類有春季的山酢漿草、岩團扇、東方胡麻花、都葵、蝴蝶花、九輪草、猫眼草、刻葉紫堇、細齒南星、草芍藥、碇草、錦帶花、四照花、薄黃瓔珞（ウスギヨウラク）、蝦脊蘭，夏季有澤八仙花、山百合、石椒草、匍莖通泉草、球果假水晶蘭、蹄葉橐吾、日本鑽地風、澤蘭、水亞木、明月草（メイゲツソウ），秋季有獐牙菜、水引、虎杖、日本紫珠、見返草（ミカエリソウ）等。長老岳山頂部有北近畿稀少的高山植物（石楠花（シャクナゲ）與岩鏡）。
動物相則有南方、北方雙方的昆蟲棲息。左京區芹生谷做為四周環山的澤地，是距離京都市區最近的蝴蝶群生地。該地在澤蘭綻放時可見大絹斑蝶聚集，周邊的白背櫟上可見久松金灰蝶幼蟲。哺乳類、鳥類有天然紀念物日本髭羚與瀕危物種金雕。
如同2007年成立的丹後天橋立大江山國定公園，本公園一樣重視自然與人類的共生，如自然與人類相互作用的伏條台杉、北山杉的林業（自然利用）景觀、里山聚落、貫穿山間的鯖街道、寺社人為植被等自然與宗教（自然崇拜）連結的森林文化及精神文化（文化科學）、以及人造湖等人造文化景觀。不過，公園不包含峰定寺（左京區大悲山）與常照皇寺（右京區京北町寺山）等堂宇。
此外，跨區的愛宕山（右京區）與棧敷岳（京都市北區）等也不在國定公園指定範圍內。

### 森之京都

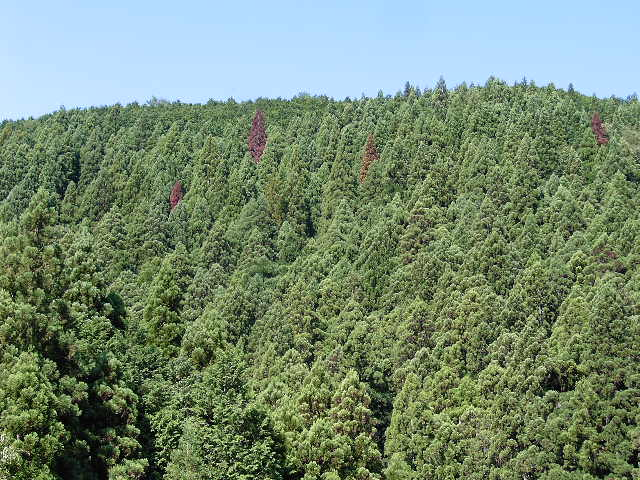
天然杉林（京丹波町上乙見）

京都中山間地域至山間部廣大的森林占了京都府域的74%（35萬公頃），原生林、天然林、人造林群落交錯，為居住在這裡的人們帶來自然的恩惠，也形成了獨特的文化。這不僅彰顯了「森之京都～守護森、川、里的自然與文化」的精神，也是希望讓民眾體驗的「熟悉的自然」。

## 指定地域與主要對象
- 美山區域（南丹市）- 中、西部（平屋（日语：平屋村）、鶴岡（日语：鶴ヶ岡村）、知井（日语：知井村）地區）與蘆生地區：重要傳統的建造物群保存地區茅葺之里·北村（日语：かやぶきの里・北村）、京都大學田野科學教育研究中心森林站蘆生研究林（日语：京都大学フィールド科学教育研究センター森林ステーション芦生研究林）、八峰（日语：八ヶ峰）
- 綾部區域（綾部市）：頭巾山（日语：頭巾山）、光明寺（日语：光明寺 (綾部市)）（君尾山）等
- 京丹波區域（京丹波町）：長老岳
- 左京區北部區域（京都市左京區）：久多（日语：久多）的京都府立大學演習林與山村聚落、八丁平[5]、大悲山[† 8]、皆子山（日语：皆子山）、花脊高原（雲取山）、山村都市交流之森[† 9]等。大悲山內有峰定寺境內地等非國定公園指定地。
- 右京區北部（舊京北町）·天若湖區域（京都市右京區、南丹市）：寺山[† 10]、日吉水壩（日语：日吉ダム）、府民之森日吉等。寺山內有常照皇寺境內地等非國定公園指定地。

## 地域指定類型

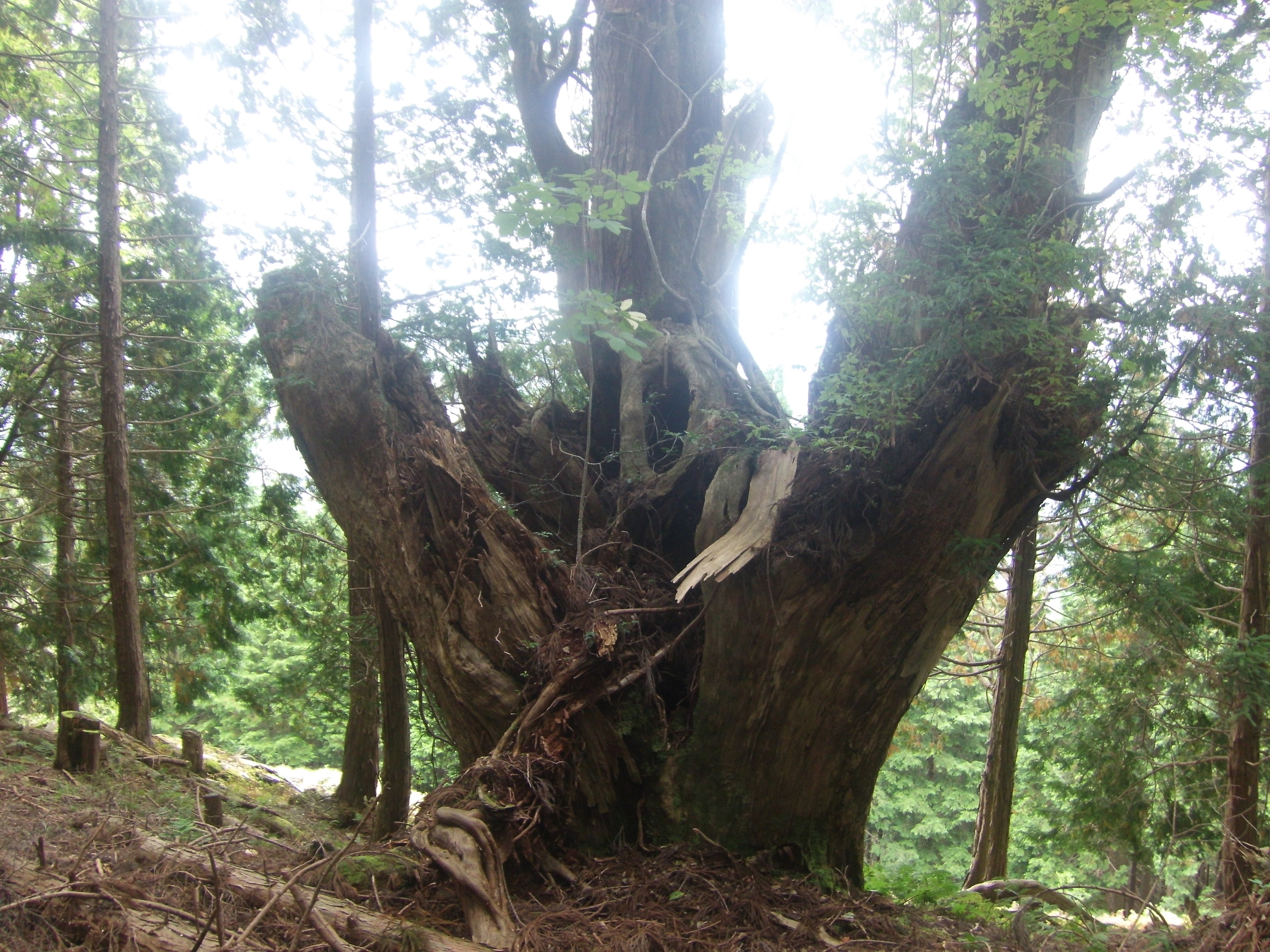
伏條台杉株有其他植物附生

1. 第1種特別地域（2485公頃）：蘆生、三國岳（日语：三国岳 (滋賀県・京都府)）、頭巾山[† 11]、長老岳、八丁平
2. 第2種特別地域（1850公頃）：君尾山、古屋（綾部市）、洞谷（南丹市美山町（日语：美山町 (京都府)）豐鄉）、北（南丹市美山町）、久多
3. 第3種特別地域（56153公頃）：南丹市美山町（第2種特別地域的豐鄉與北以外）與日吉町（日语：日吉町 (京都府)）及八木町（日语：八木町 (京都府)）的一部分，綾部市的五津合町、故屋岡町、光野町與睦寄町的一部分，京丹波町上乙見與佛主的一部分，左京區花脊、廣河原與大原町的一部分，右京區京北町（京都府道78號佐佐江下中線（日语：京都府道78号佐々江下中線）與京都府道443號佐佐江京北線（日语：京都府道443号佐々江京北線）沿線除外）
4. 普通地域（鄰接河川與鋪設道路的聚落與田野[† 12]）：綾部市古屋的草壁川流域、南丹市大野水壩（日语：大野ダム (京都府)）（虹之湖）以上的由良川[† 13]與同水系的棚野川、知見谷川、內杉谷川、河內谷川、砂木谷川、原川、西川、山森川流域及日吉水壩以上的桂川、左京區內桂川及同水系的別所川、能見川、寺谷川與注入琵琶湖的左京區內安曇川（日语：安曇川）水系大見川、百井川、久多川、大谷川、針畑川流域[† 14]與天森[† 15]（ナッチョ[† 16]）、右京區內的桂川與同水系的小鹽川（日语：小塩川）、細野川、余野川、灰屋川、片波川、蘆見谷川流域
5. 自然環境保全地域：美山町大野（日语：大野村 (京都府北桑田郡)）（肱谷）－京都府立大學大野演習林、大悲山、寺山[† 17]、黑田的伏條台杉群生地（鍋谷山、井之口山）[† 18][† 19]

※鯖街道在第3種特別地域與普通地域之間穿梭

## 主要山岳
以下為標高700公尺以上的山岳。

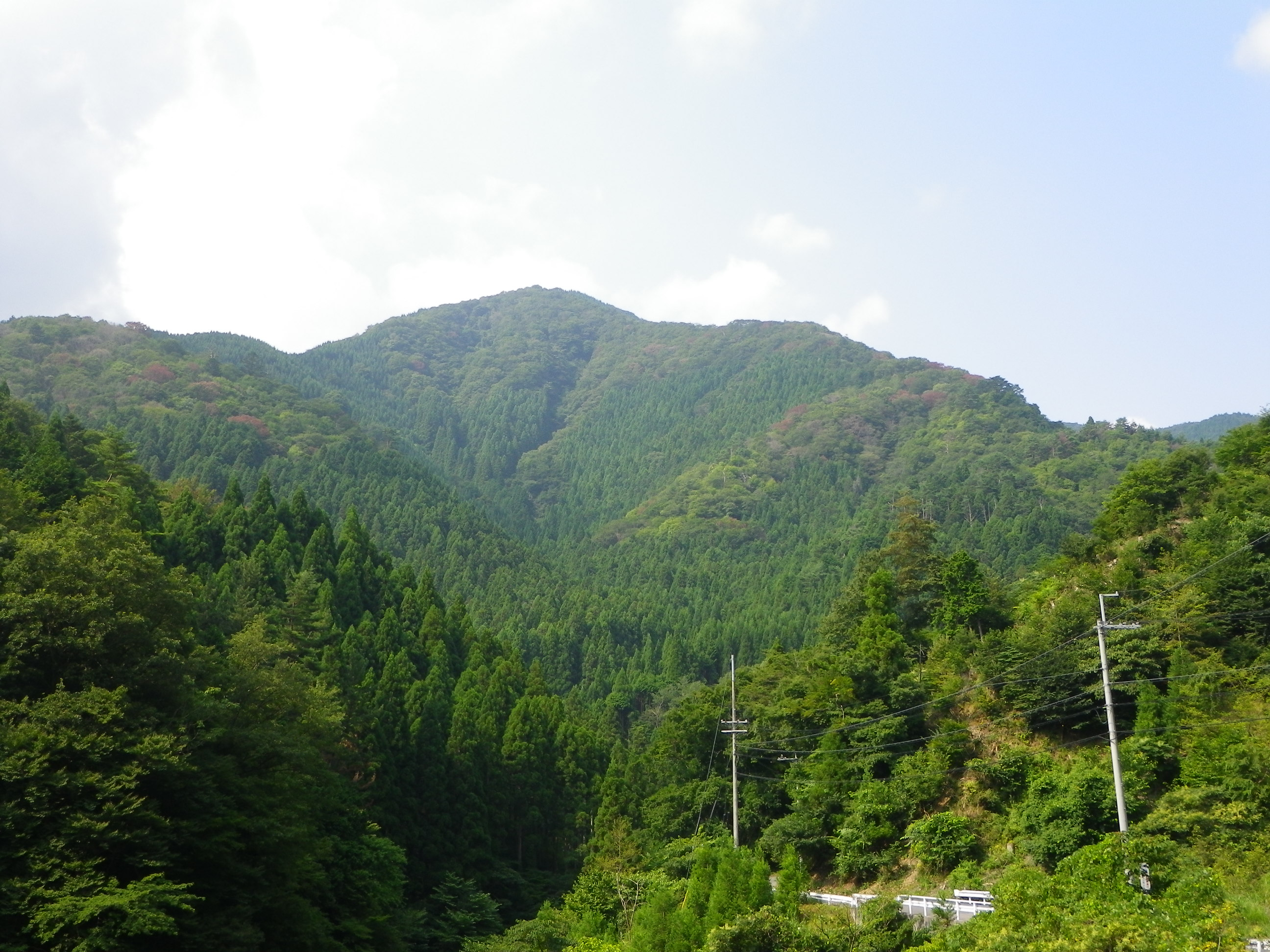
京都府最高峰皆子山

- 左京區／皆子山（972公尺，京都府最高峰）、瀧谷山(876公尺）、雲取山（911公尺）、井之口山（779公尺）、峰床山（969公尺）
- 左京區、右京區／湯槽山（763公尺）、鍋谷山（859公尺）
- 左京區、南丹市／小野村割岳（931公尺）
- 右京區／三頭山（728公尺）、龍岳（921公尺）、鴨瀨蘆谷山（778公尺）、卒止婆山（ソトバ山，806公尺）
- 右京區、南丹市／品谷山（880公尺）、掛橋谷山（765公尺）
- 南丹市／ホサビ山（750公尺）、花之木段山（ハナノ木段山，703公尺）、大段谷山（795公尺）、奧之谷山（811公尺）、白尾山（748公尺）、鉢峰（778公尺）、天狗岳（928公尺）
- 南丹市、京丹波町／長老岳（917公尺）

## 圖片

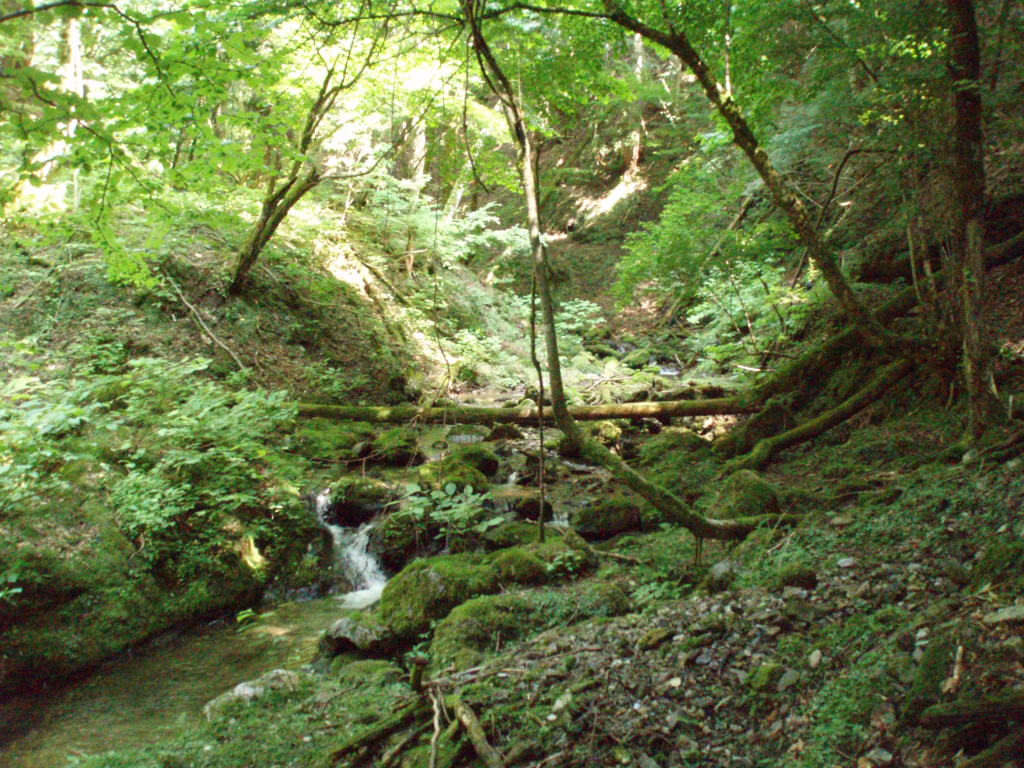
蘆生研究林：第1種特別地域
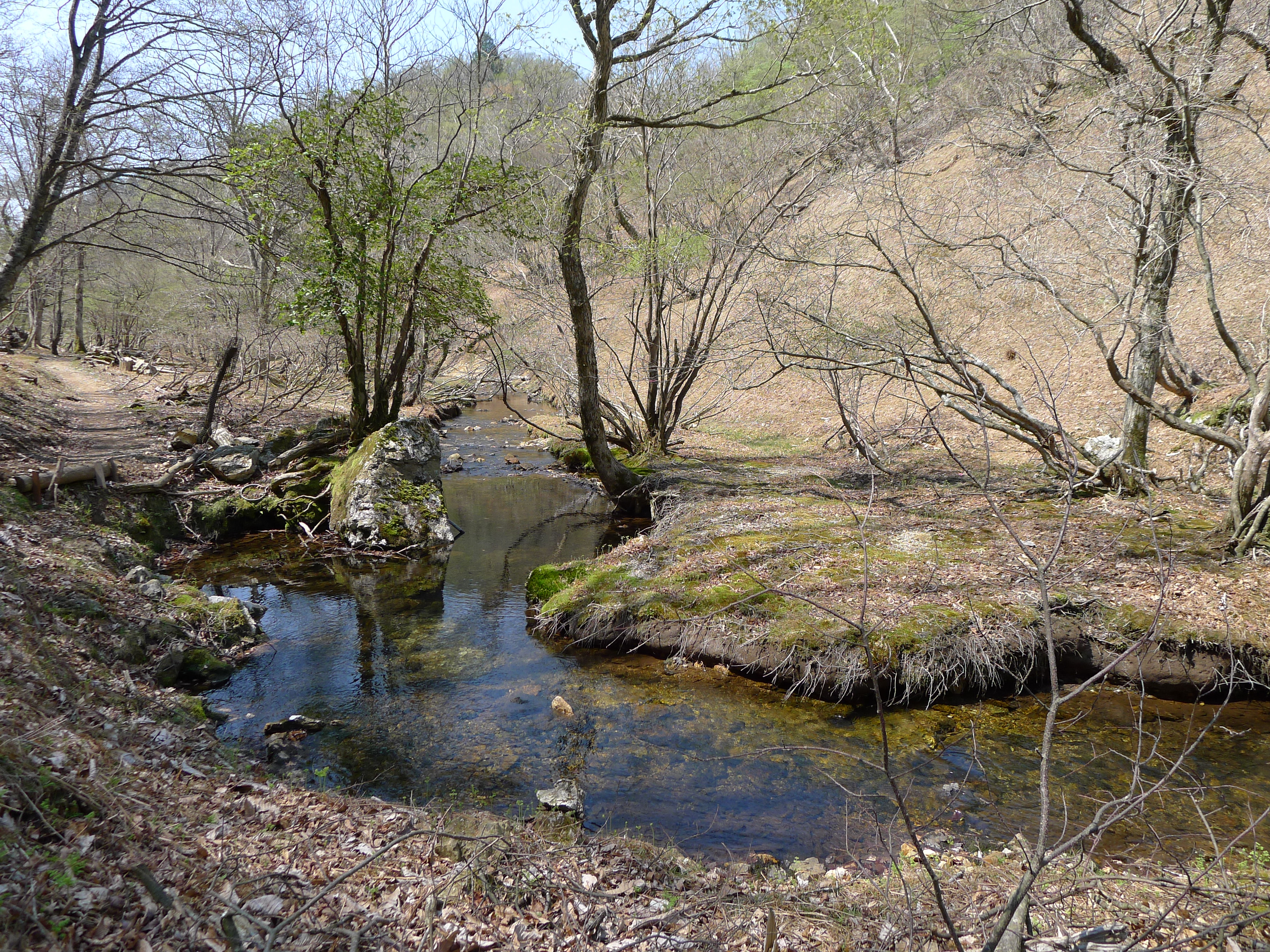
八丁平：第1種特別地域
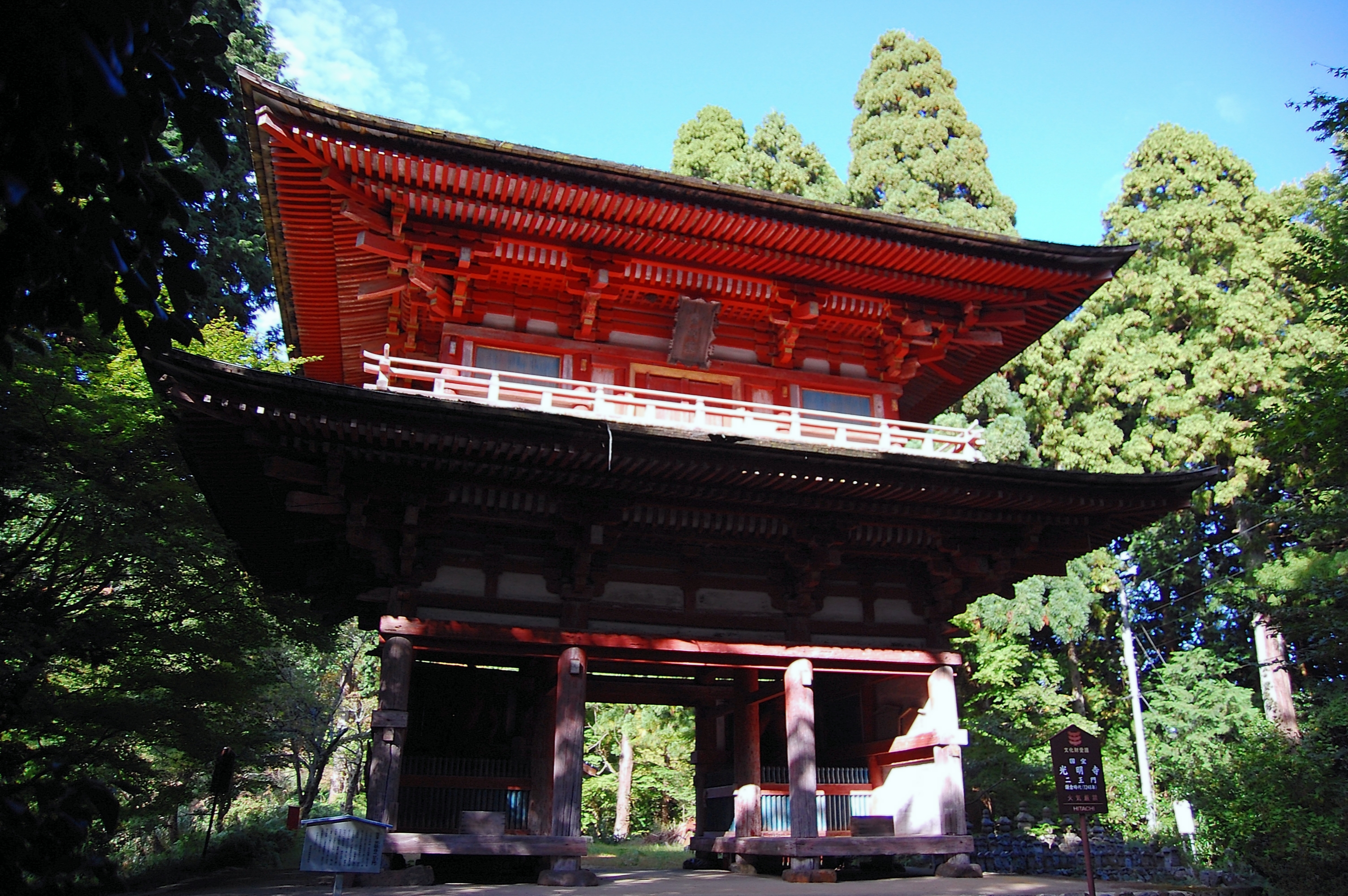
君尾山（光明寺）植生：第2種特別地域
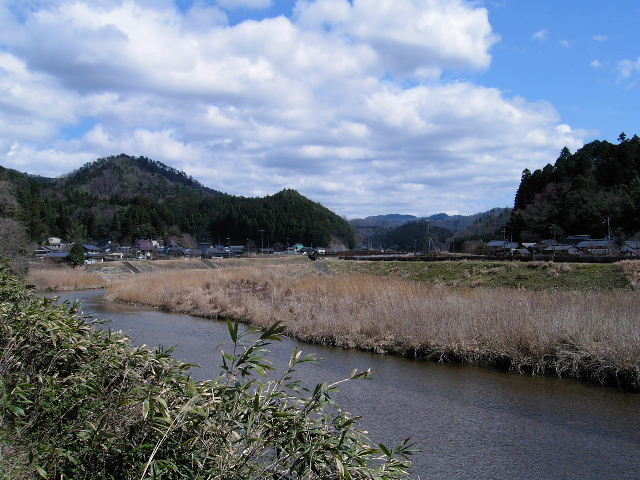
古屋：第2種特別地域
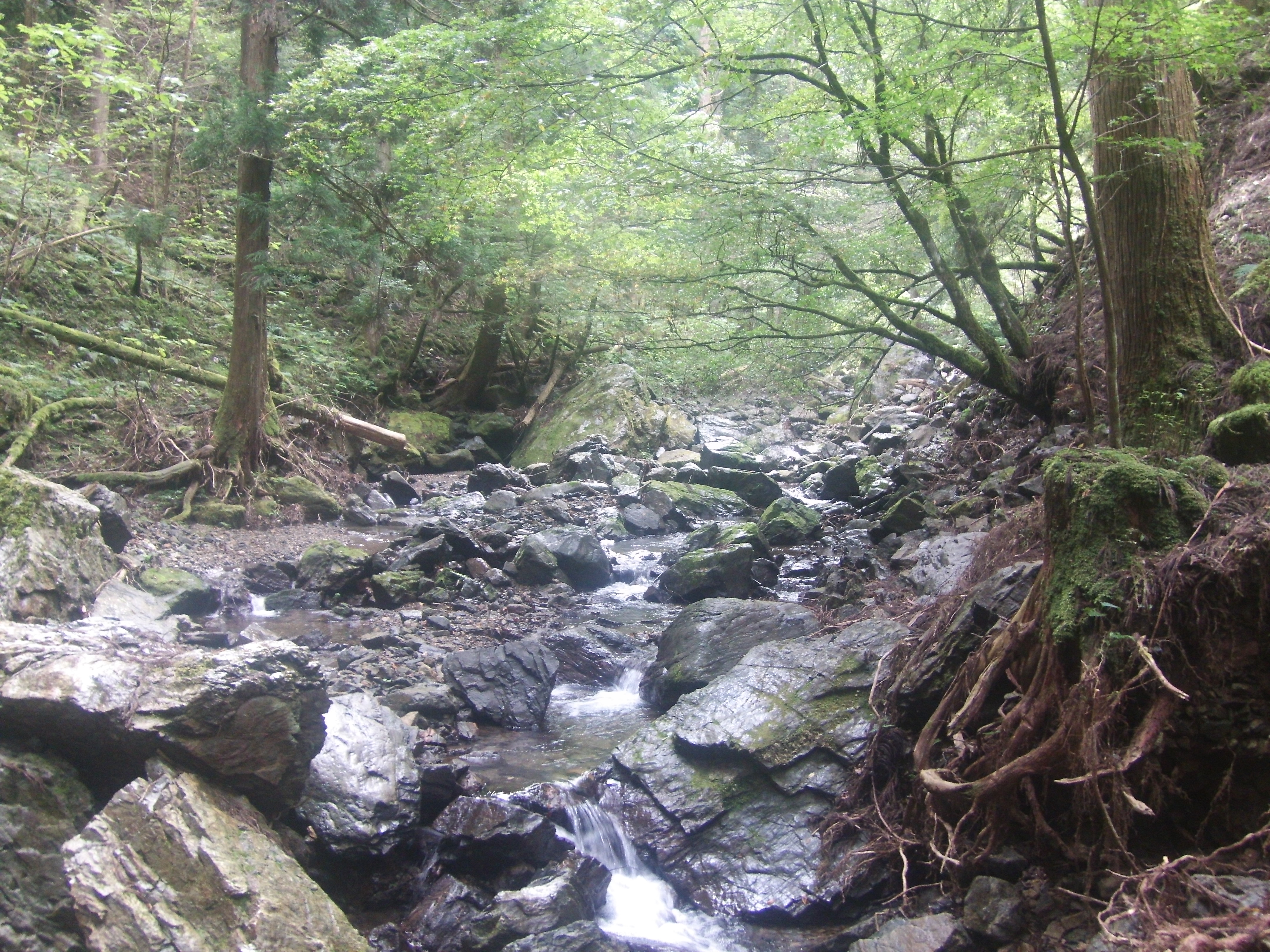
洞谷：第2種特別地域
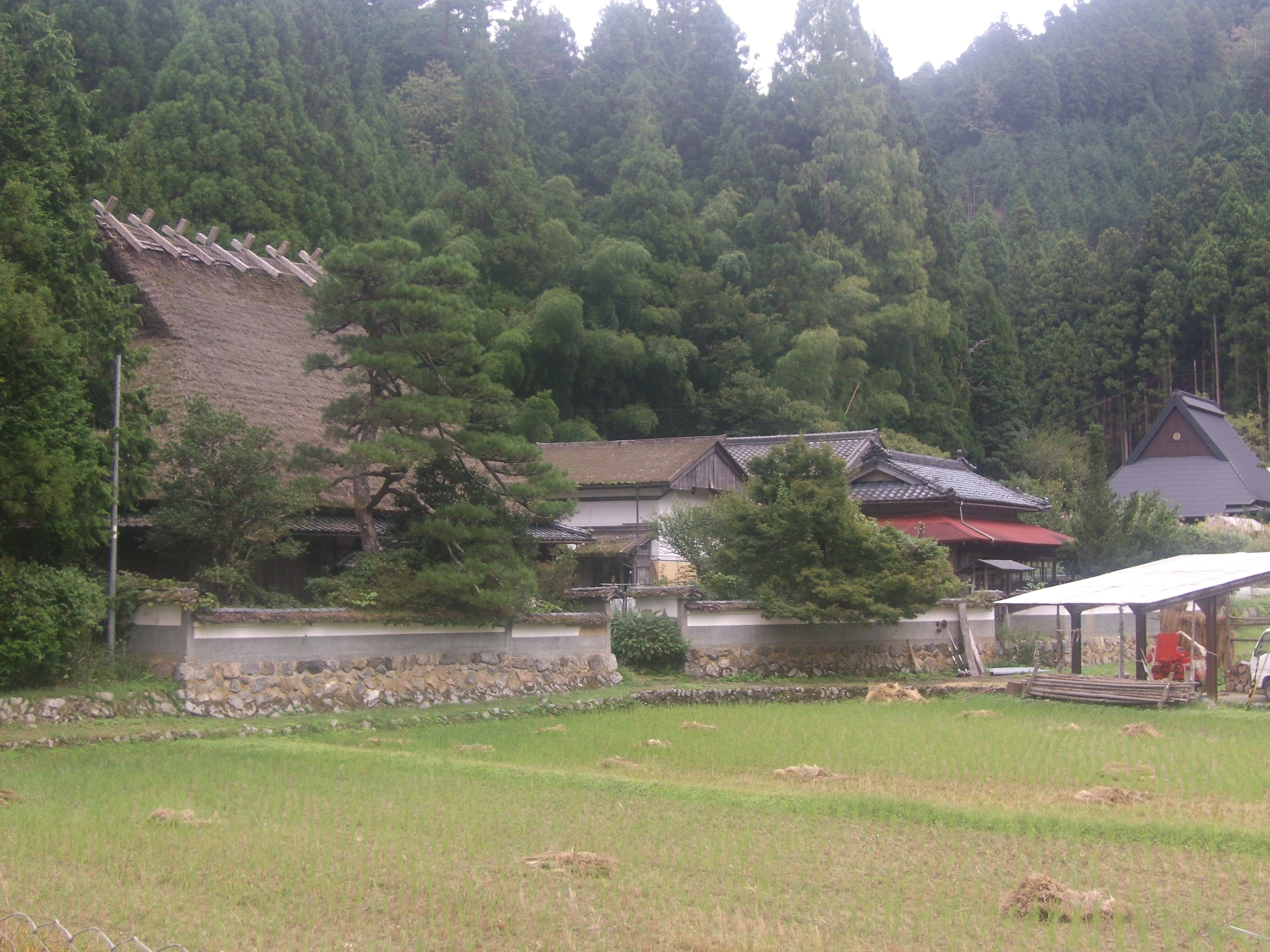
洞集落：第2種特別地域
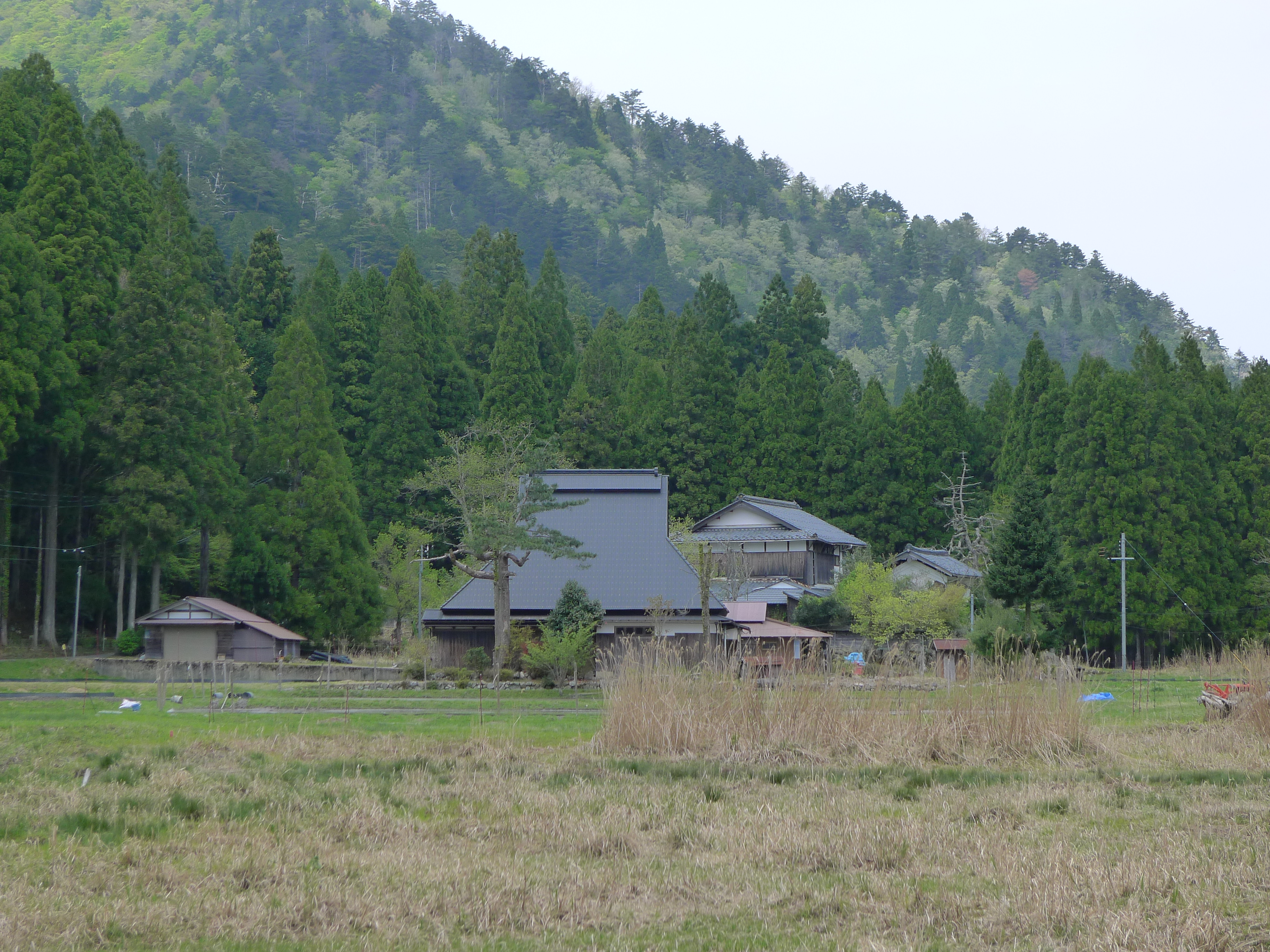
久多：第2種特別地域
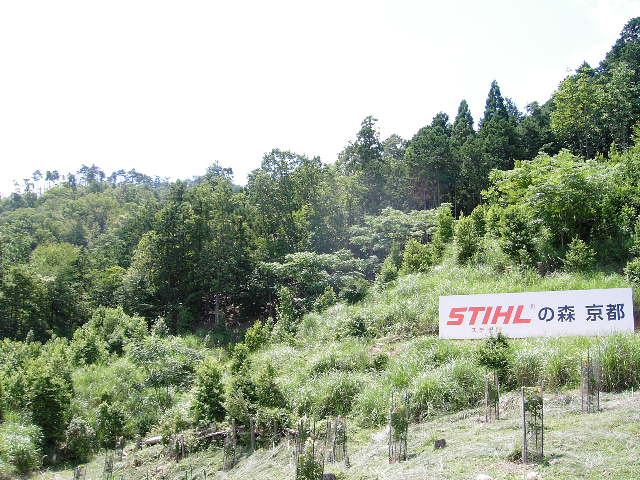
府民之森日吉：第3種特別地域
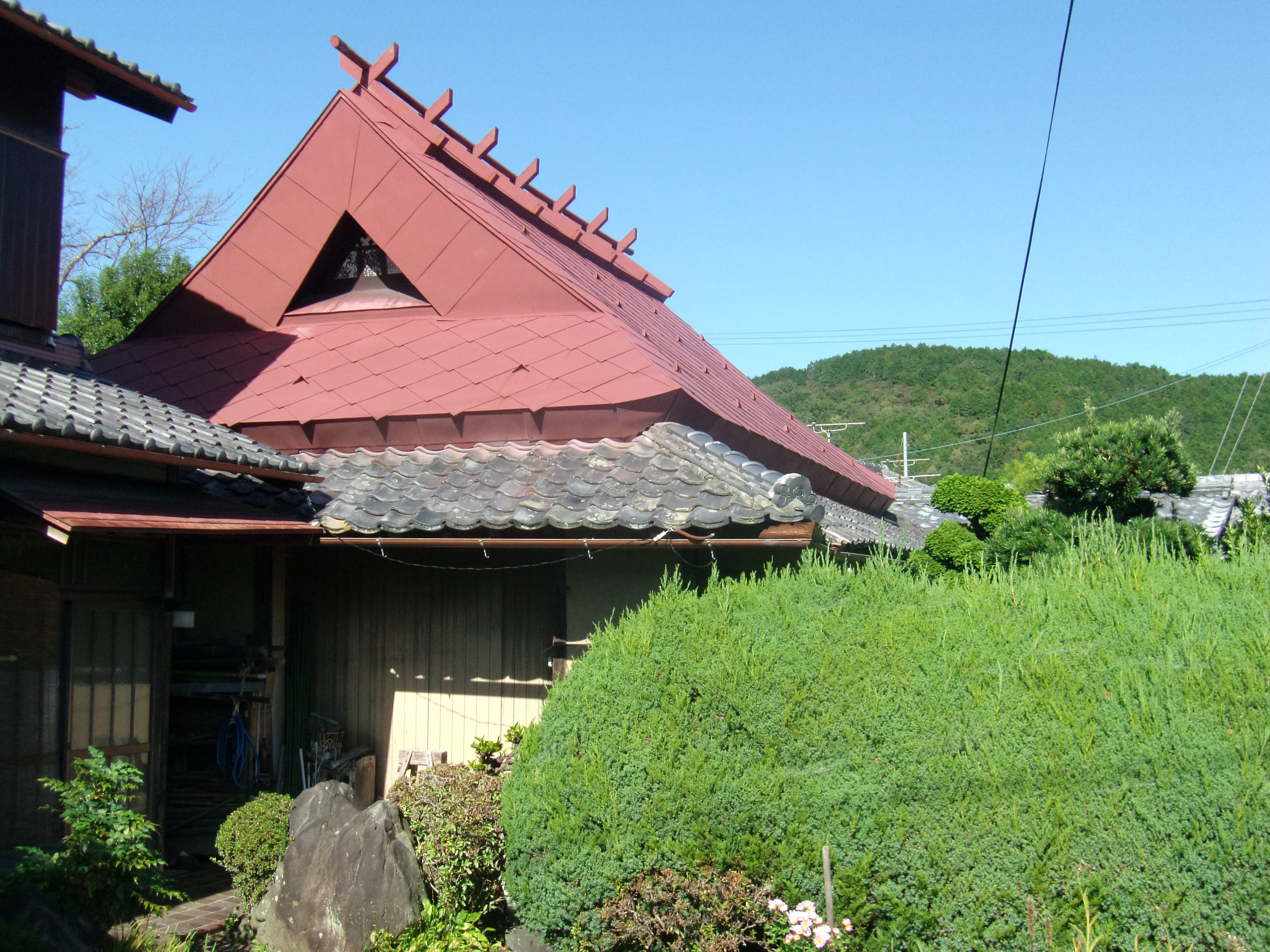
南丹市八木町：第3種特別地域
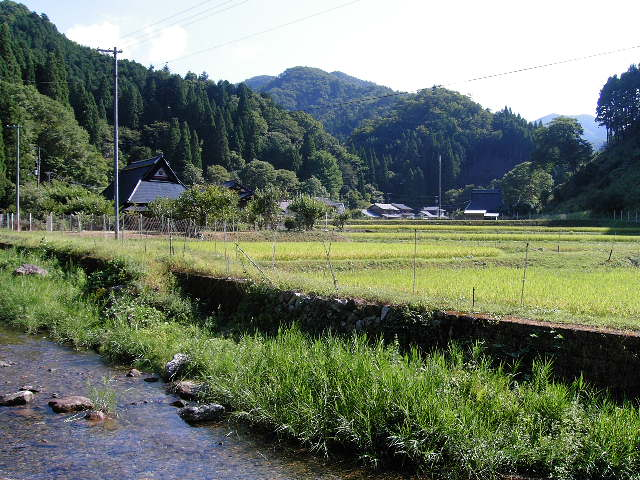
京丹波町佛主：第3種特別地域
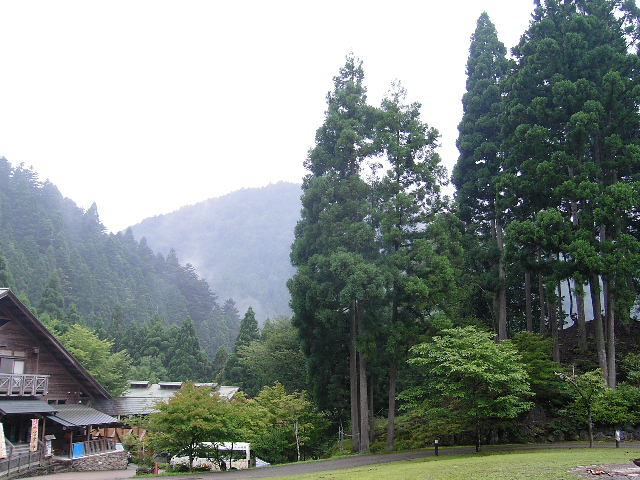
山村都市交流之森：第3種特別地域
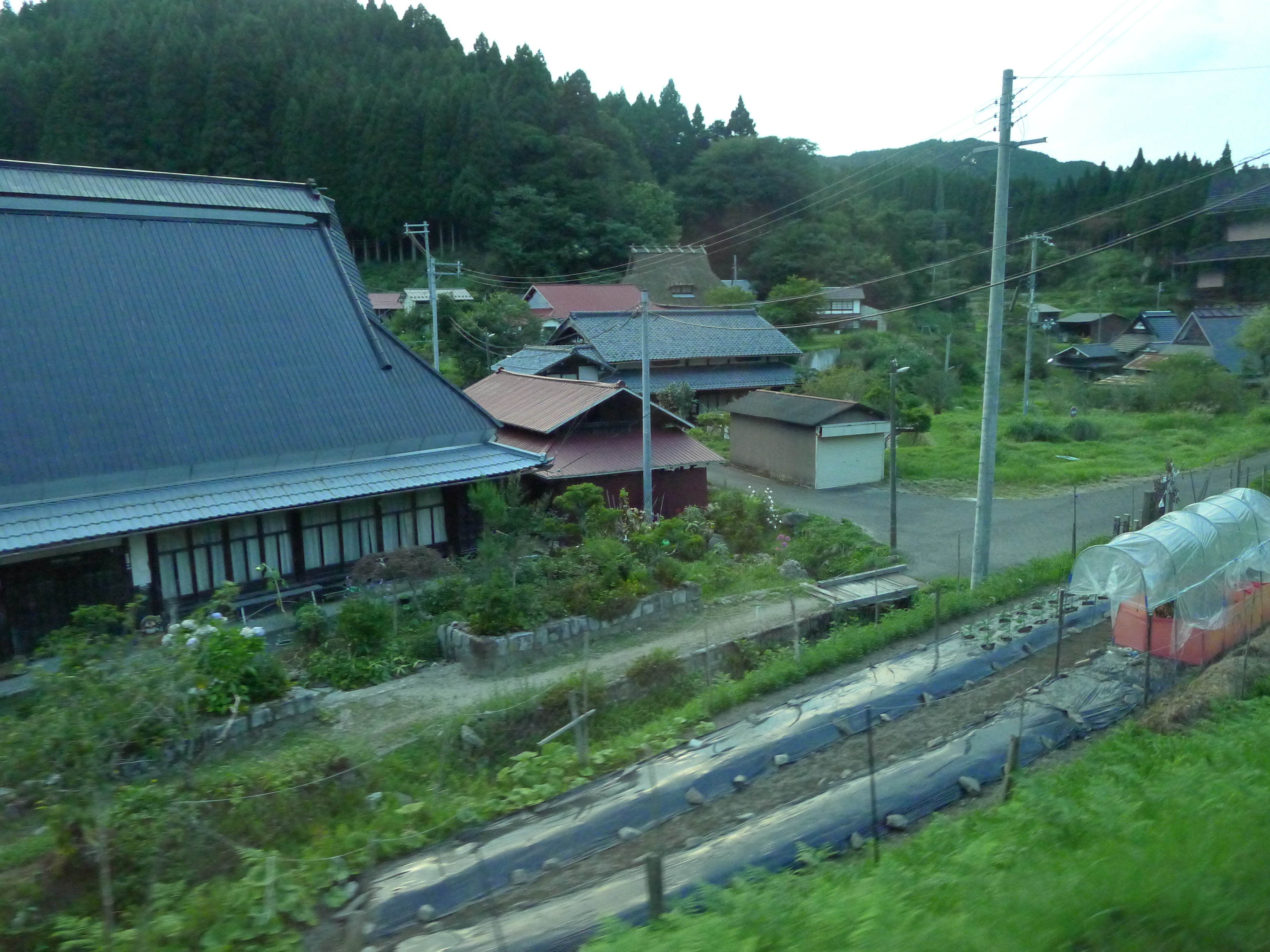
花脊別所町：第3種特別地域
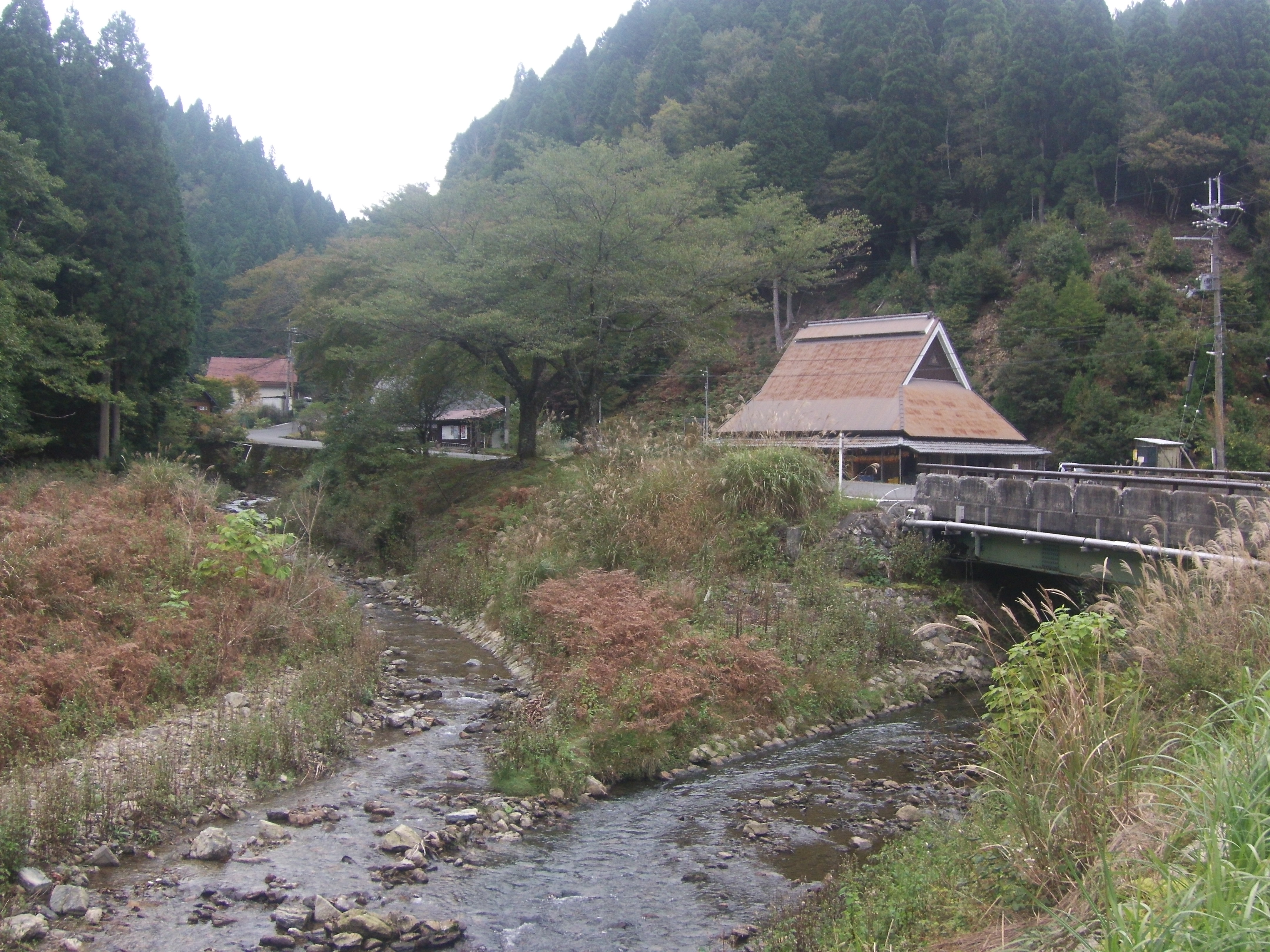
廣河原尾花町：第3種特別地域
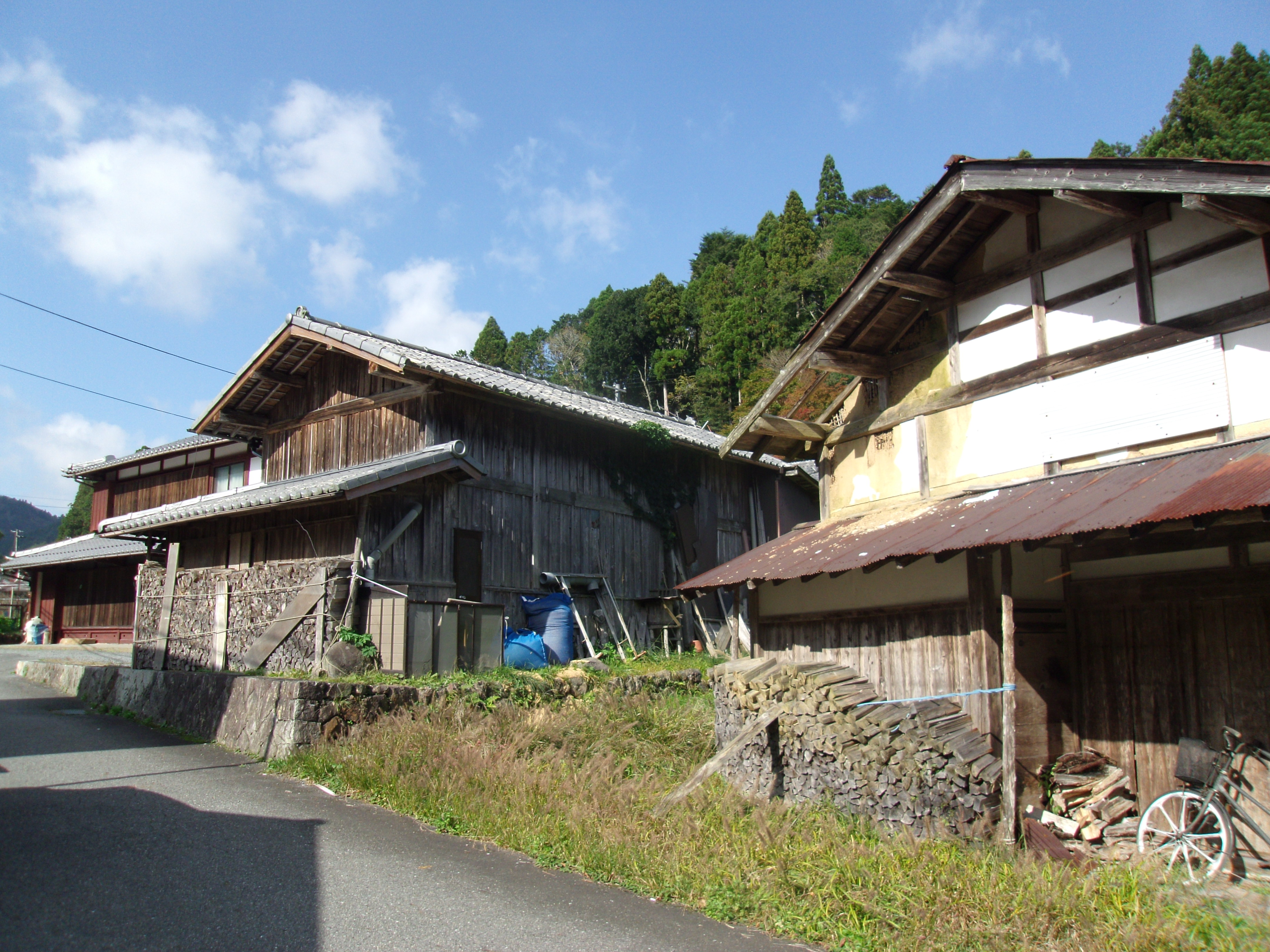
大原百井町：第3種特別地域
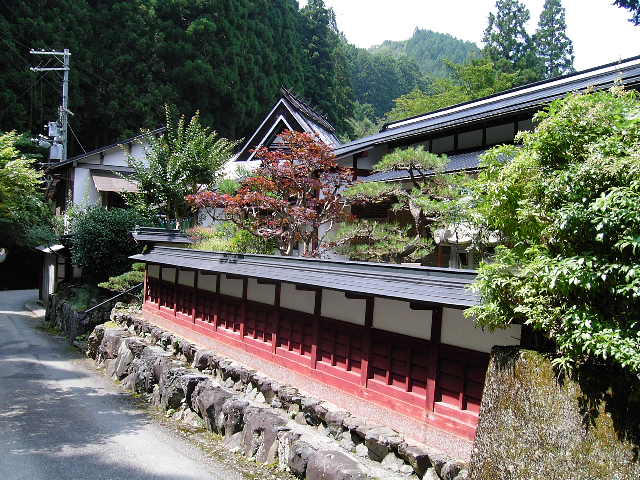
芹生之里（京北町）：第3種特別地域
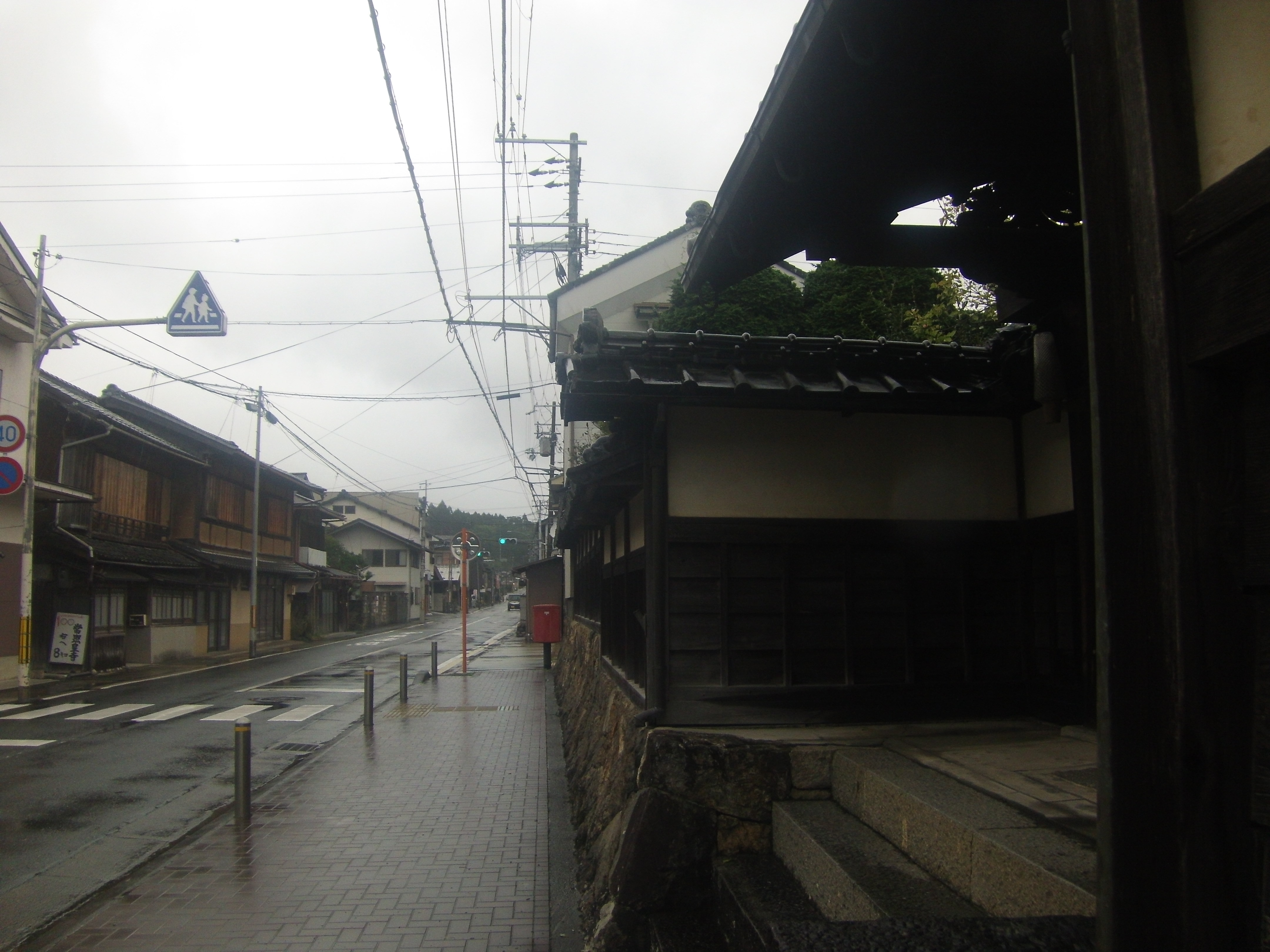
周山宿場町景觀：第3種特別地域
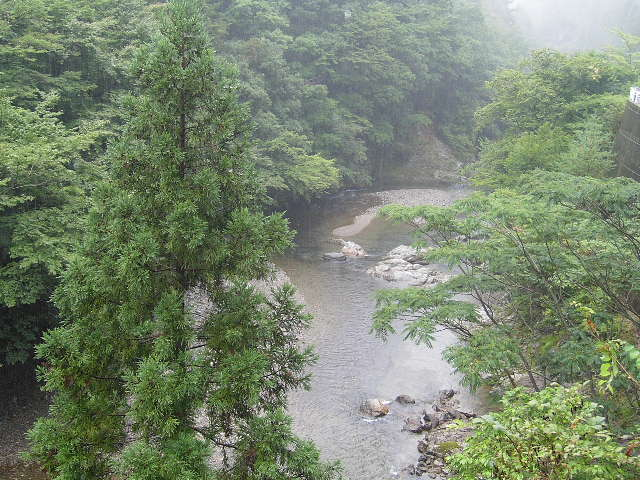
唐戶溪谷（由良川上游流域）：普通地域
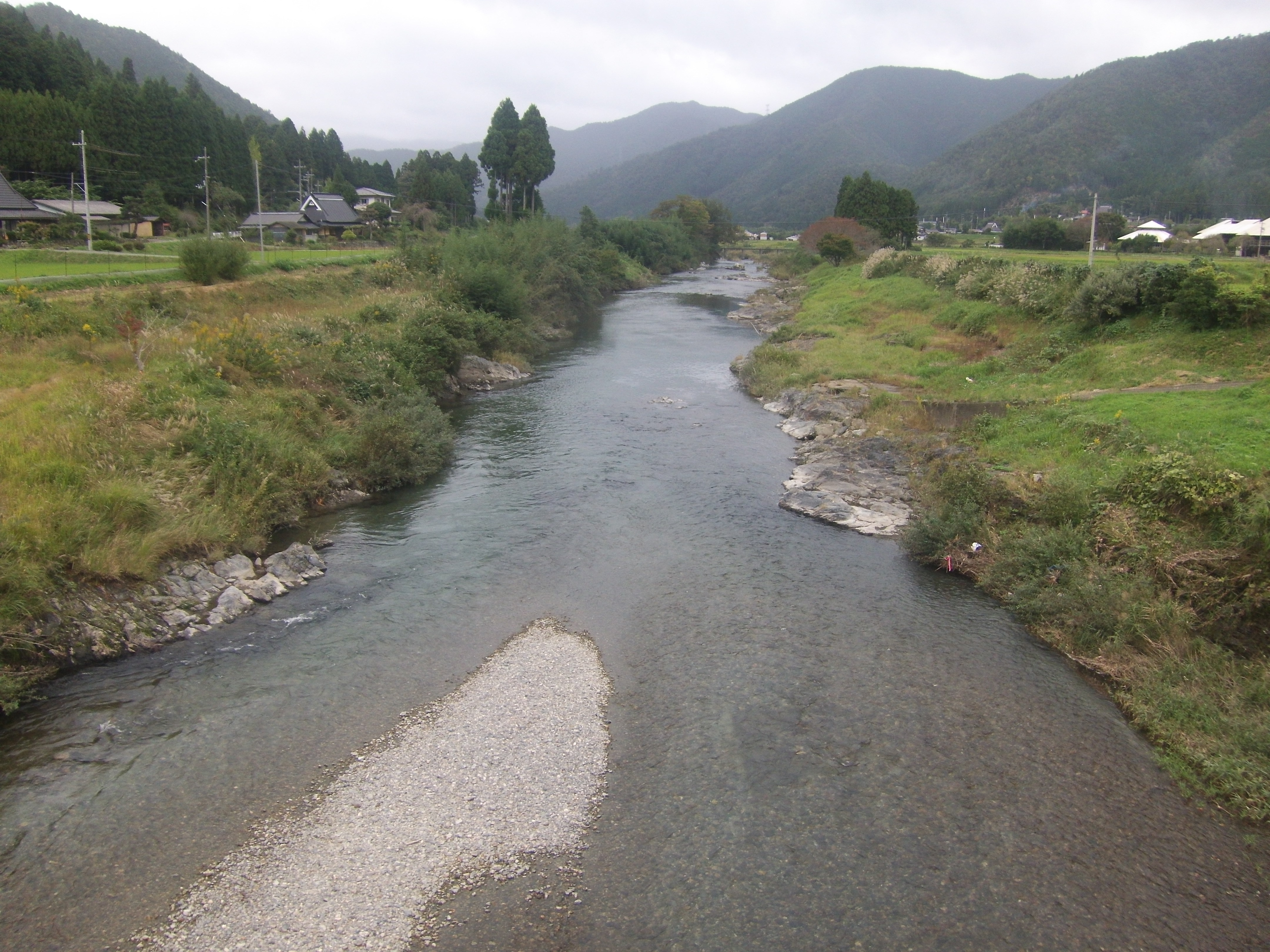
由良川：普通地域
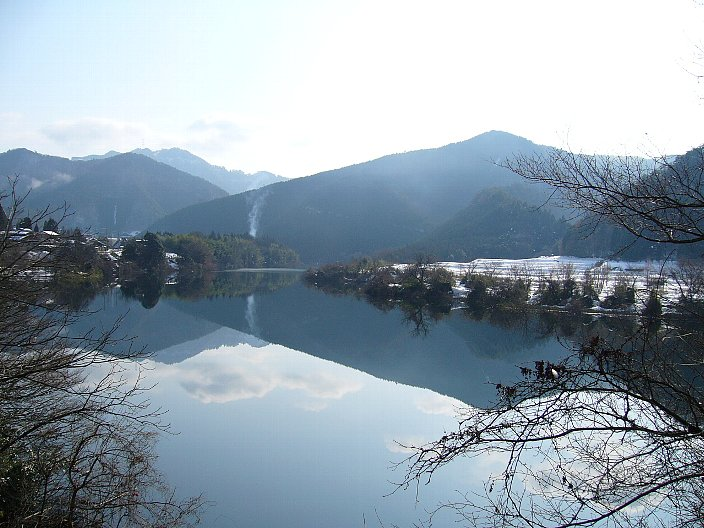
虹之湖（大野水壩）：普通地域
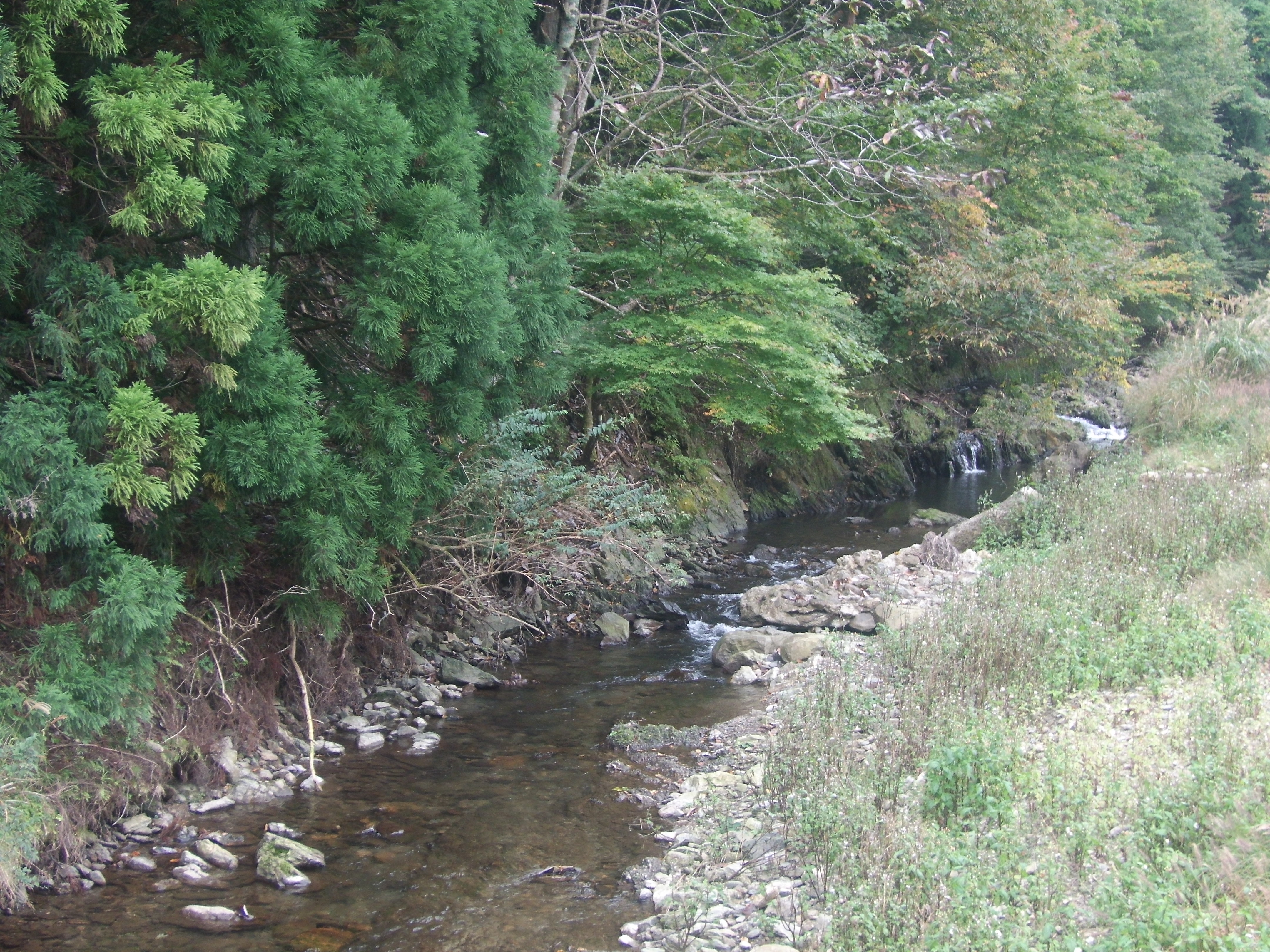
桂川源頭流域：普通地域
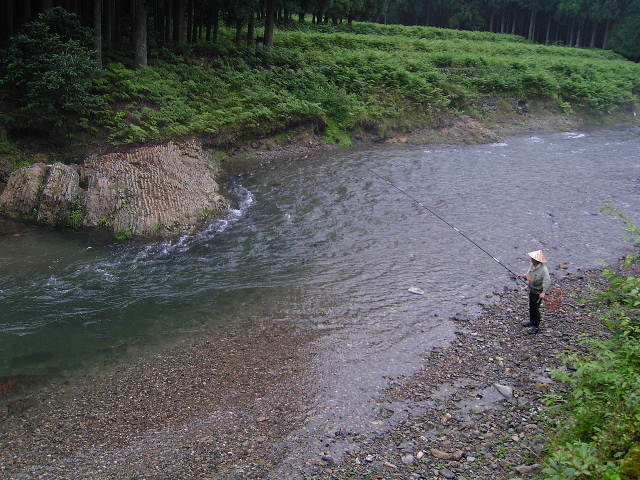
桂川上游流域：普通地域
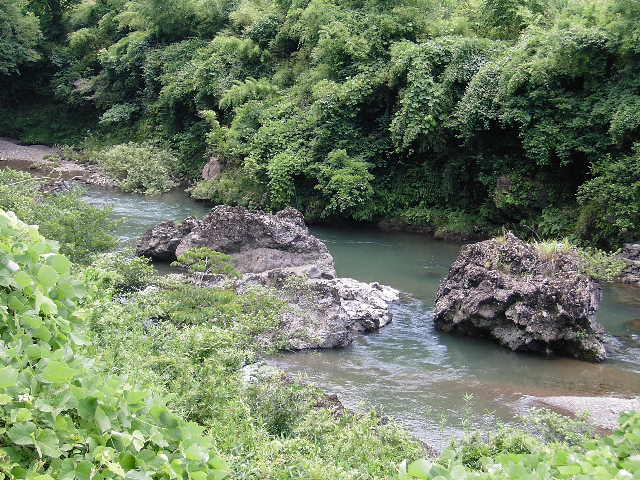
宇津峽（桂川中游）：普通地域
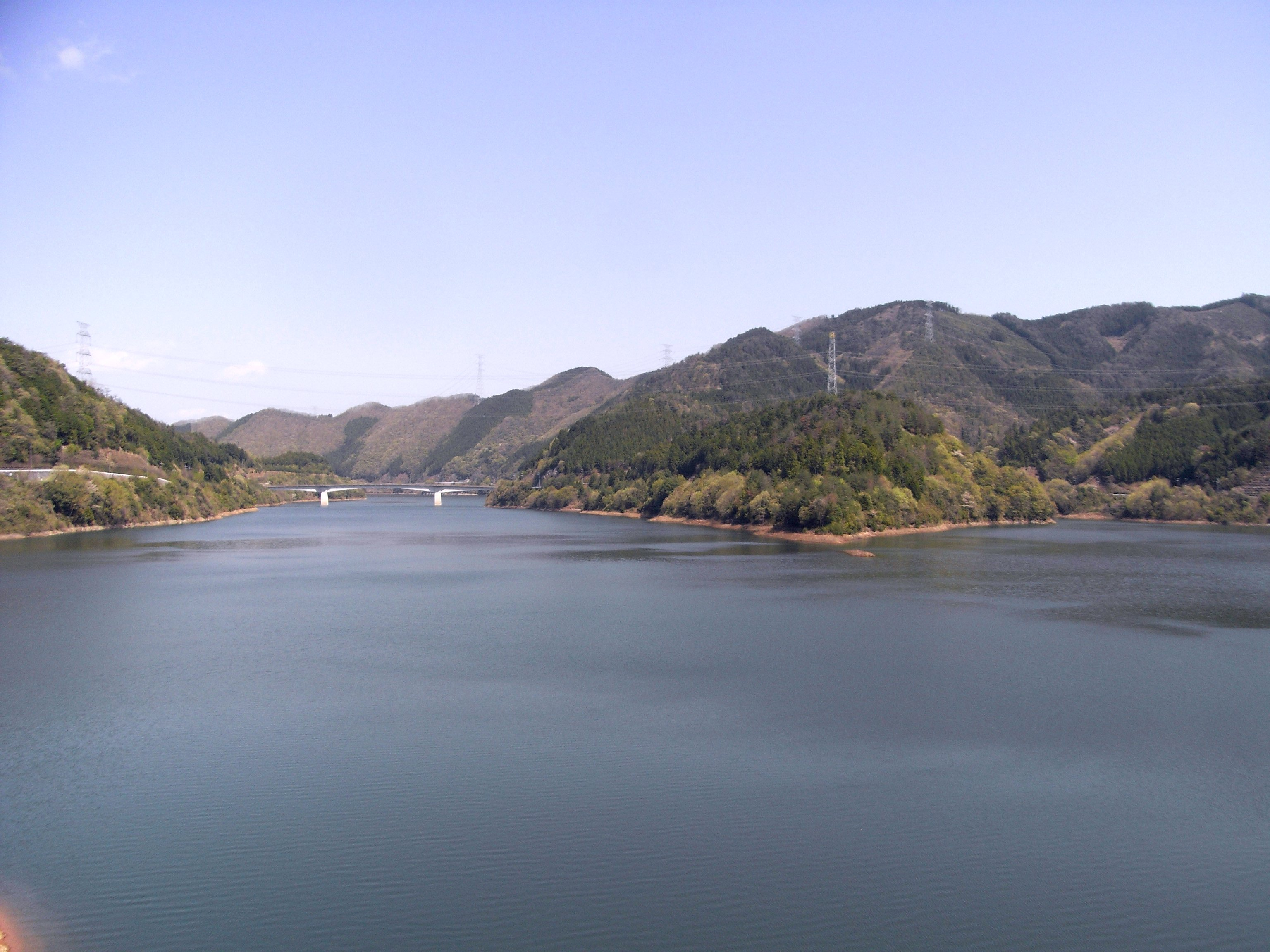
天若湖（日吉水壩）：普通地域
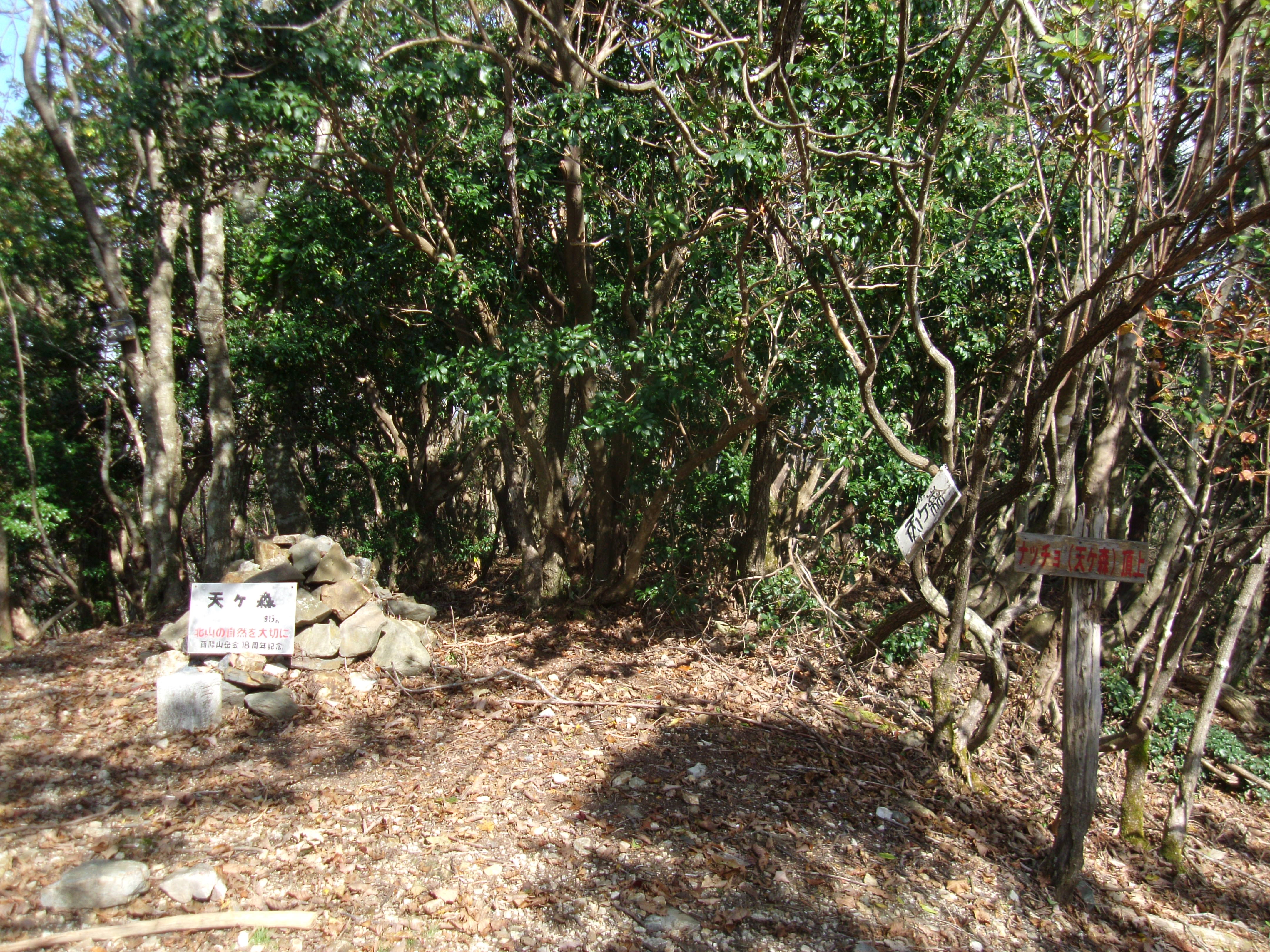
ナッチョ（天森）：普通地域
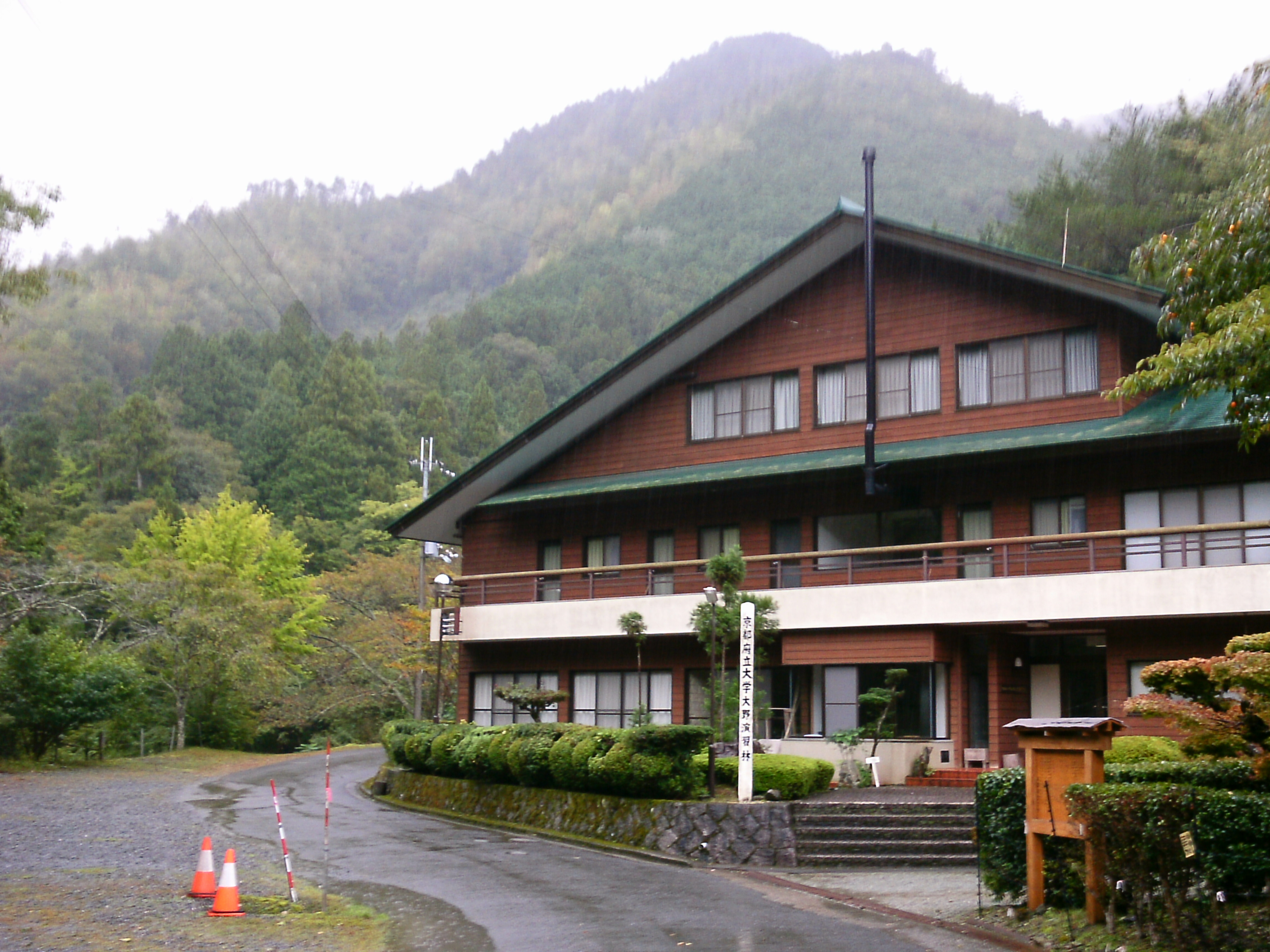
京都府立大學大野演習林：自然環境保全地域
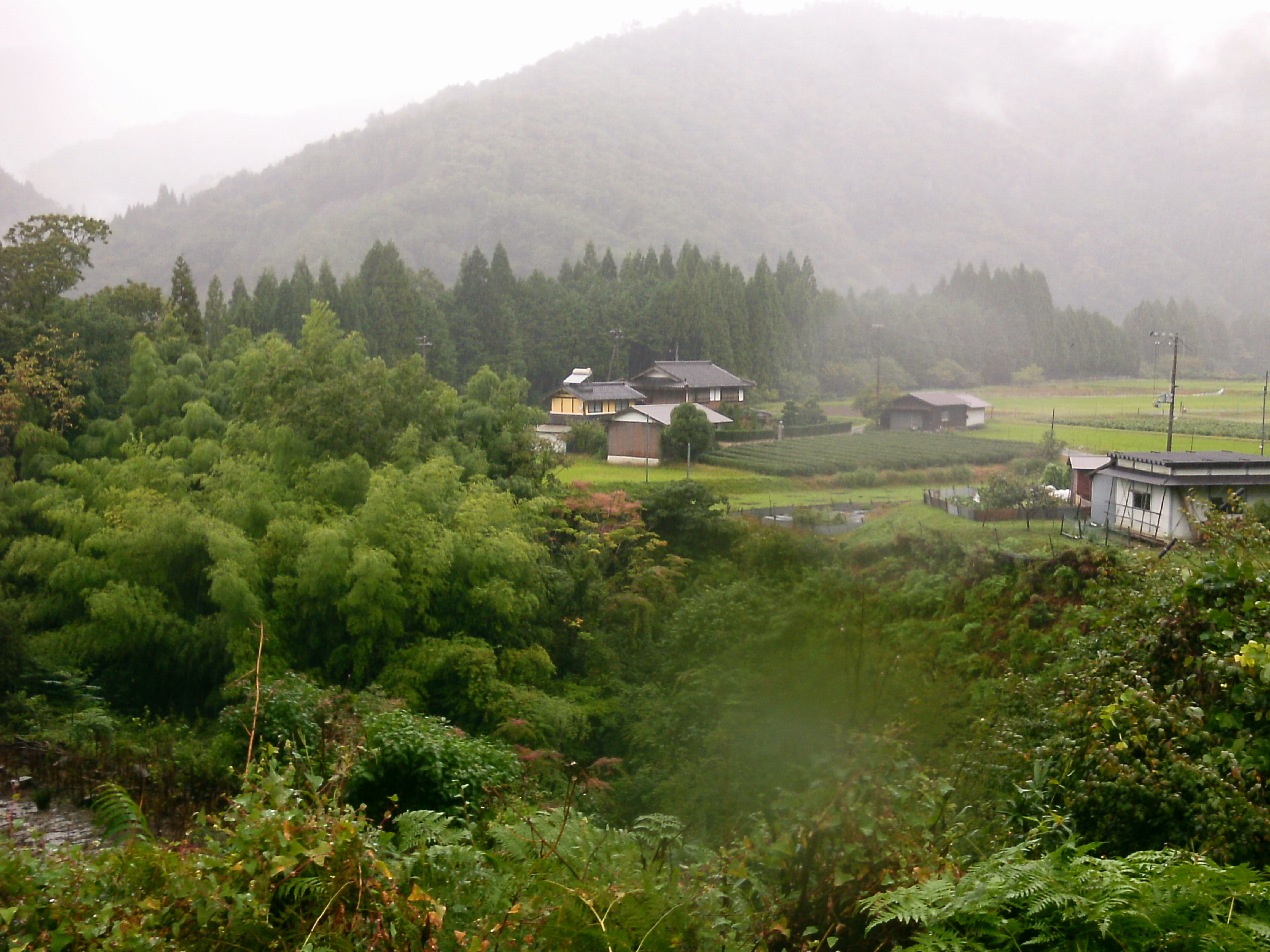
肘谷集落：自然環境保全地域
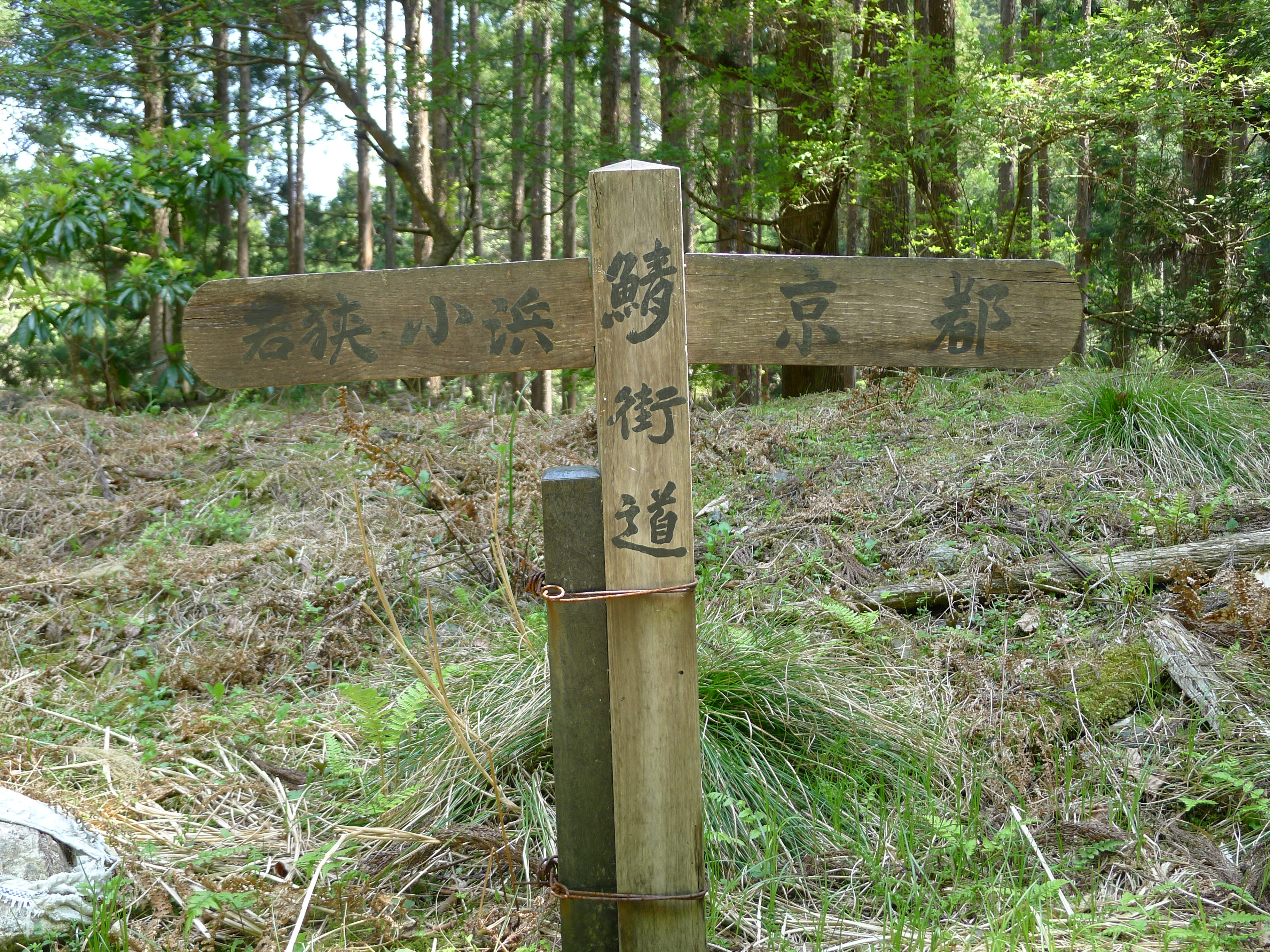
鯖街道 （鞍馬街道，久多）
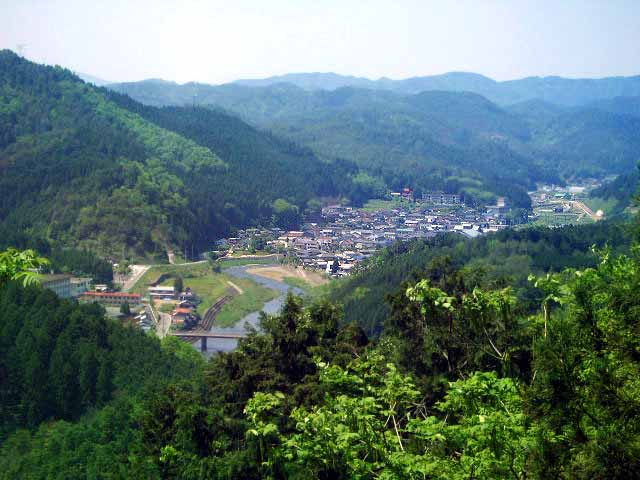
鯖街道 遠景 （小濱街道，京北）
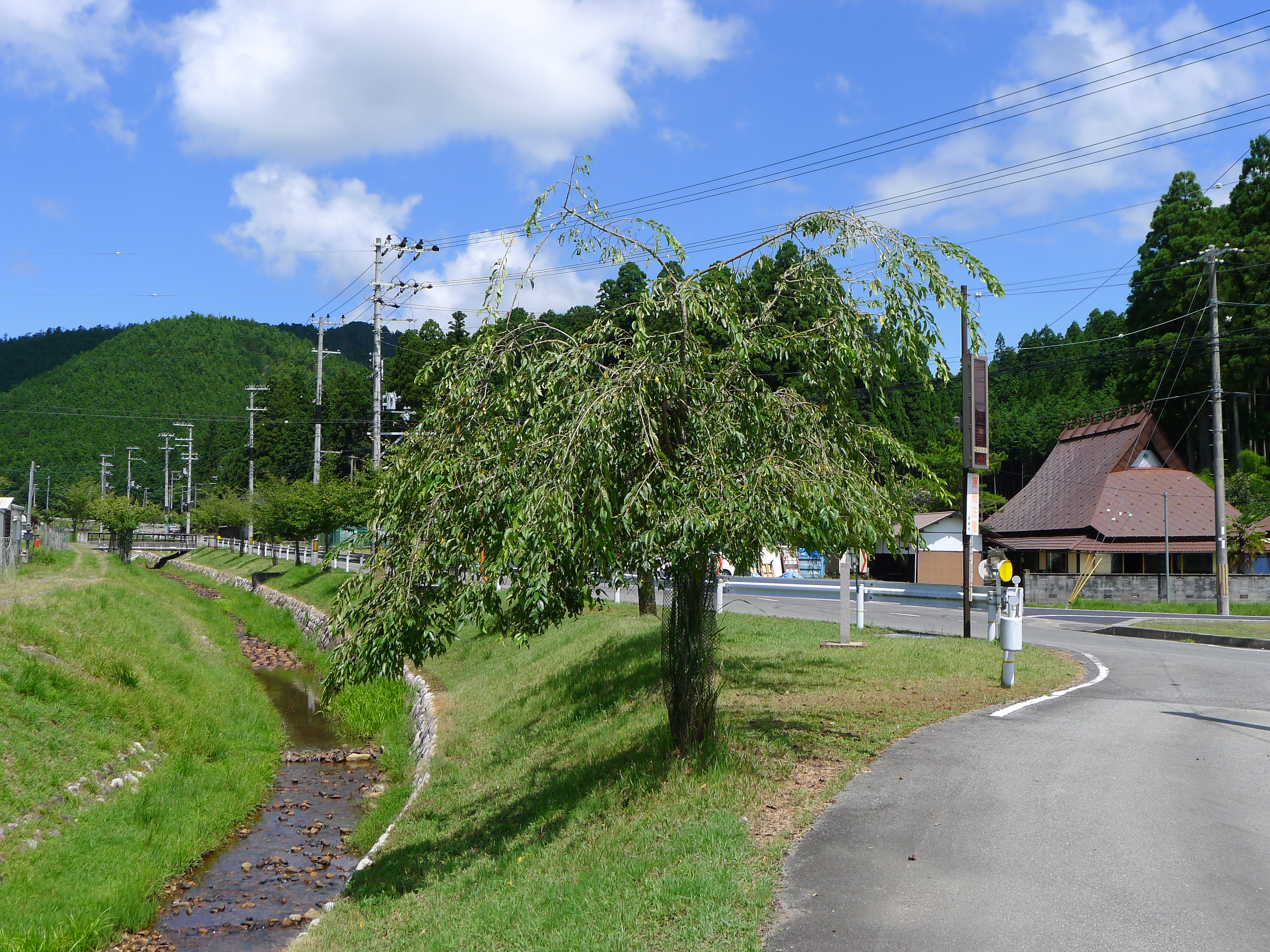
西之鯖街道 （府道366號線）

## 地形、地質
丹波高原是由三億年至一億五千萬年前海底的海洋地殼層（海成層）「丹波層」，與其上部堆積的沖積層「丹波帶」所組成。1500萬年前左右的新近纪中新世地殻變動而隆起，之後再由火山噴出物（花崗岩）覆蓋而成。蘆生的山區可見岩盤露出。另外，丹波層內岩漿形成的古老花崗岩與含有化石的燧石有部分因地殼隆起而在花脊等地的地表露出。丹波層硬度高，是由良川與桂川蛇行及河川襲奪的要因，也是決定由良川注入日本海或太平洋的分水嶺。
高原南面有45萬年前發生斷層運動的木津川構造線。一萬年前末次冰期結束後，河川在構造線斷層上形成河階與盆地。八丁平濕原是當時遺留下來的地形。構造線南側有花崗岩粉碎形成的砂礫層「領家帶」，河川夾帶著上游植被產生的火山灰土在此形成氾濫平原，富含有機質的土壤加上良好排水使得此地適合農業發展。此外，領家帶的沖積層受到沖刷，因此丹波層在內的石灰岩層距離地表極淺。桂川（保津峽流域）的乳綠色河水是石灰岩成分溶解所形成。
丹波高原在阿穆爾板塊的日本海東緣變動帶（中央日本微板塊）正上方，包含新潟-神戶歪集中帯的三方·花折斷層貫穿此地，被認為是文治地震、慶長伏見地震、寛文近江若狹地震等古代京都大型地震的震源。形成盆地的高原邊緣處如日吉與綾部，因地表堆積層薄，有溫泉湧出。

## 地誌

### 地域史
從地域上區分，可將綾部市上林川上游流域與京丹波町及南丹市的由良川北岸側與源頭流域稱做中丹，由良川南岸與中游流域稱做南丹，京都市、桂川流域稱做京丹。

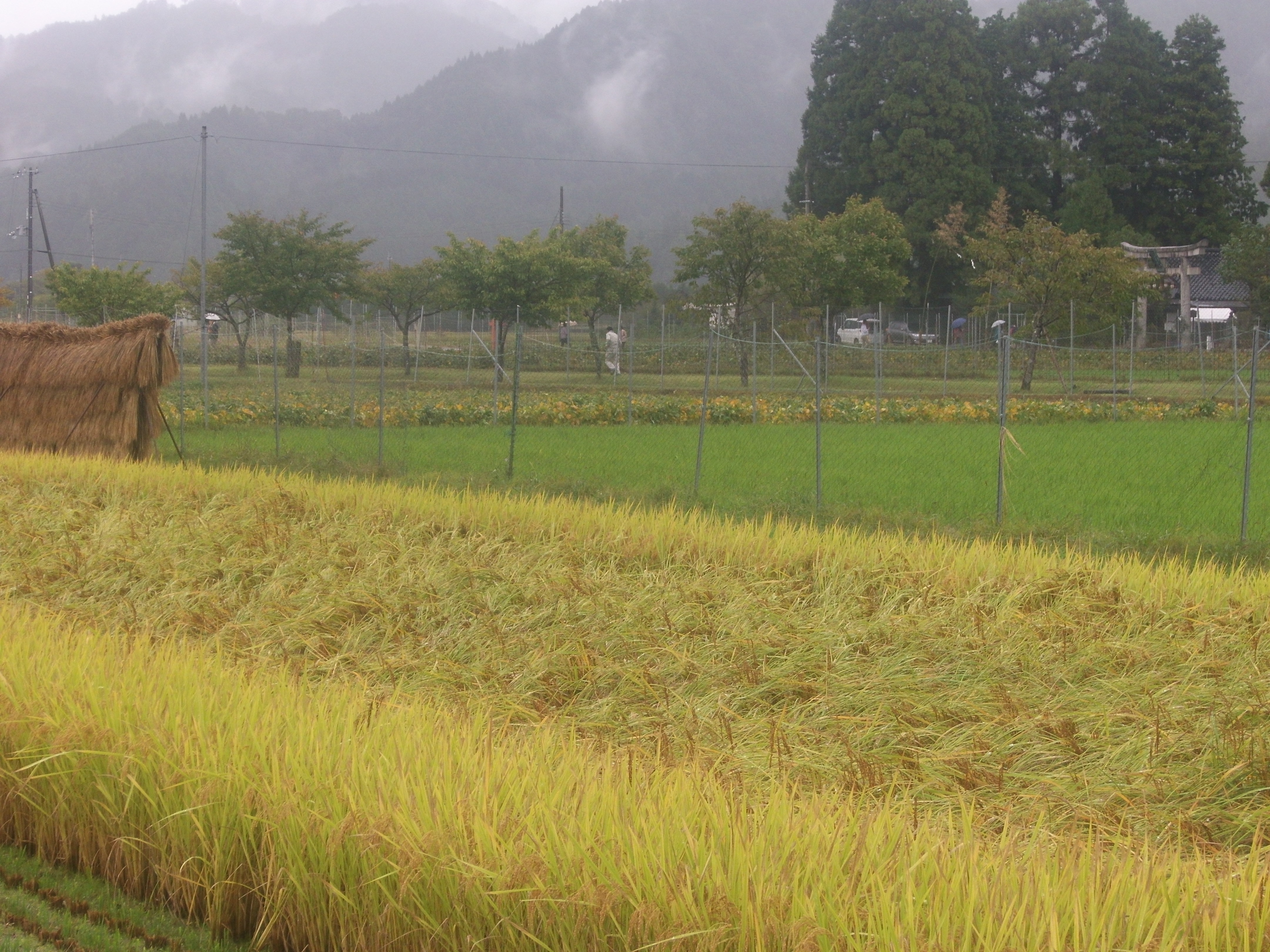
貞享的主基田（京北鳥居町）

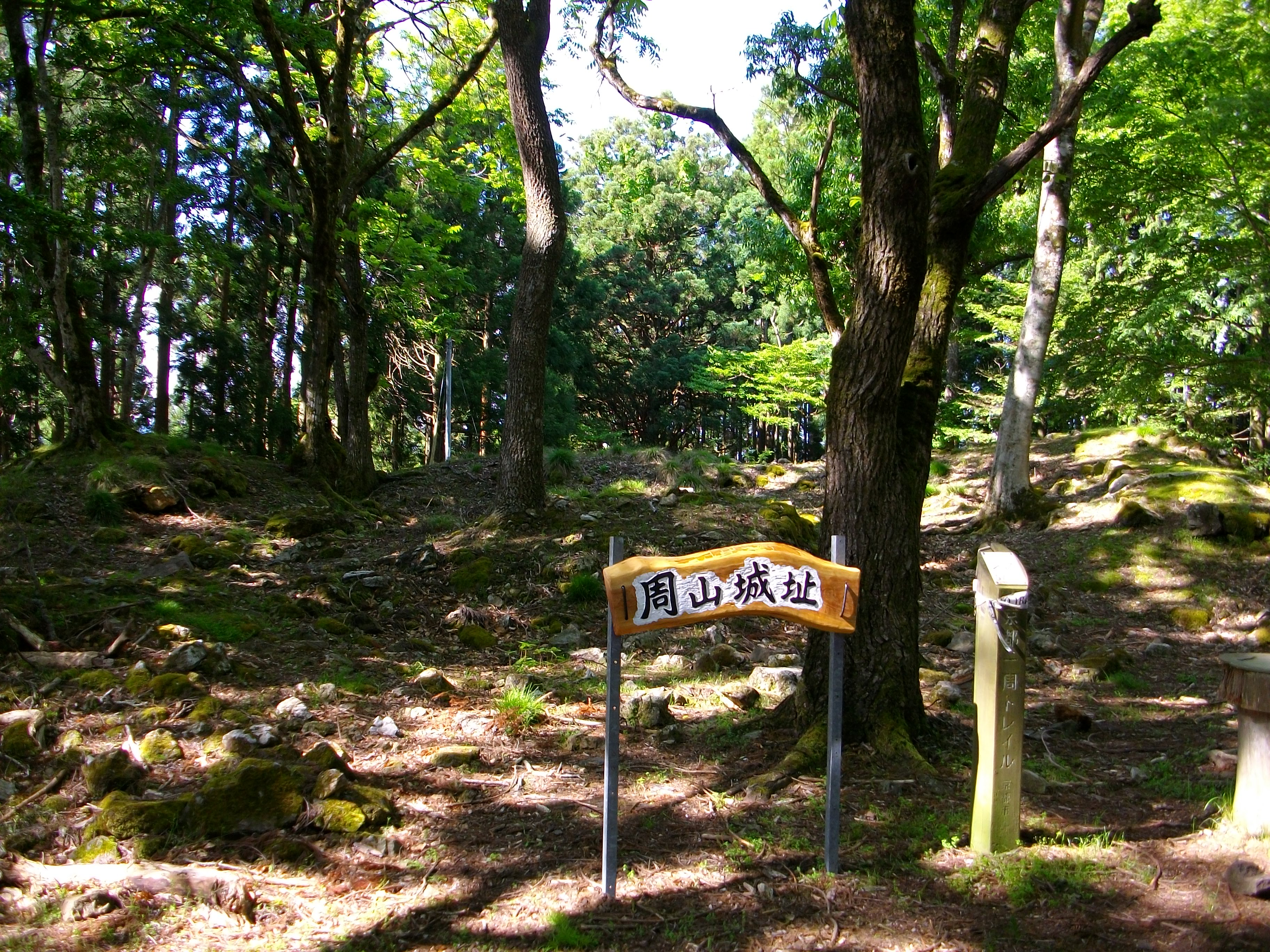
周山城跡 - 本丸跡

在令制國五畿七道制度下，中丹、南丹與京丹的桑田郡（京北、廣河原）屬於山陰道的丹波國，其他京丹地區屬畿內的山城國。但是，京丹東北部的久多屬東山道的近江國。平安時代《和名類聚抄》提到的桑田郡山國鄉是建造長岡京時的木材供給地，之後建都平安京時成為國家林地（杣）山國莊與天皇直轄的公田（禁裏御料）。中世逐漸形成自治聚落惣村。
江戶時代實行幕藩體制，中丹的何鹿郡由綾部藩、山家藩管轄，南丹西部屬園部藩，南丹東部與京丹切割成京都所司代（京都代官）所轄的公儀御料、公家領、旗本領、寺社領、豪商所有的山林、新田等。桑田郡黑田村（廣河原、灰屋、芹生）是篠山藩所管，久多則為朽木藩領。1645年（正保2年），京丹北部的花脊村（大布施、八桝、別所）編入山城國愛宕郡，久多在明治時代併入京都。明治初期，桑田郡再分割成北桑田郡。
2019年（令和元年），天皇一代一次的大嘗祭在11月14、15日舉行，生產該儀式奉納米的主基田來自南丹市八木町 （页面存档备份，存于）冰所新東畑 （页面存档备份，存于），八木町冰所北部是在鄰接日吉水壩的國定公園區域內。此外，江戶時代東山天皇於1687年（貞享4年）恢復長期中斷的大嘗祭時，主基田是當時為禁裏御料的右京區京北鳥居町。
右京區的周山町是2020年NHK大河劇《麒麟來了》主角明智光秀建造的周山城跡與慈眼寺所在地，屬於國定公園的第3種特別地域。

### 典籍

#### 古誌

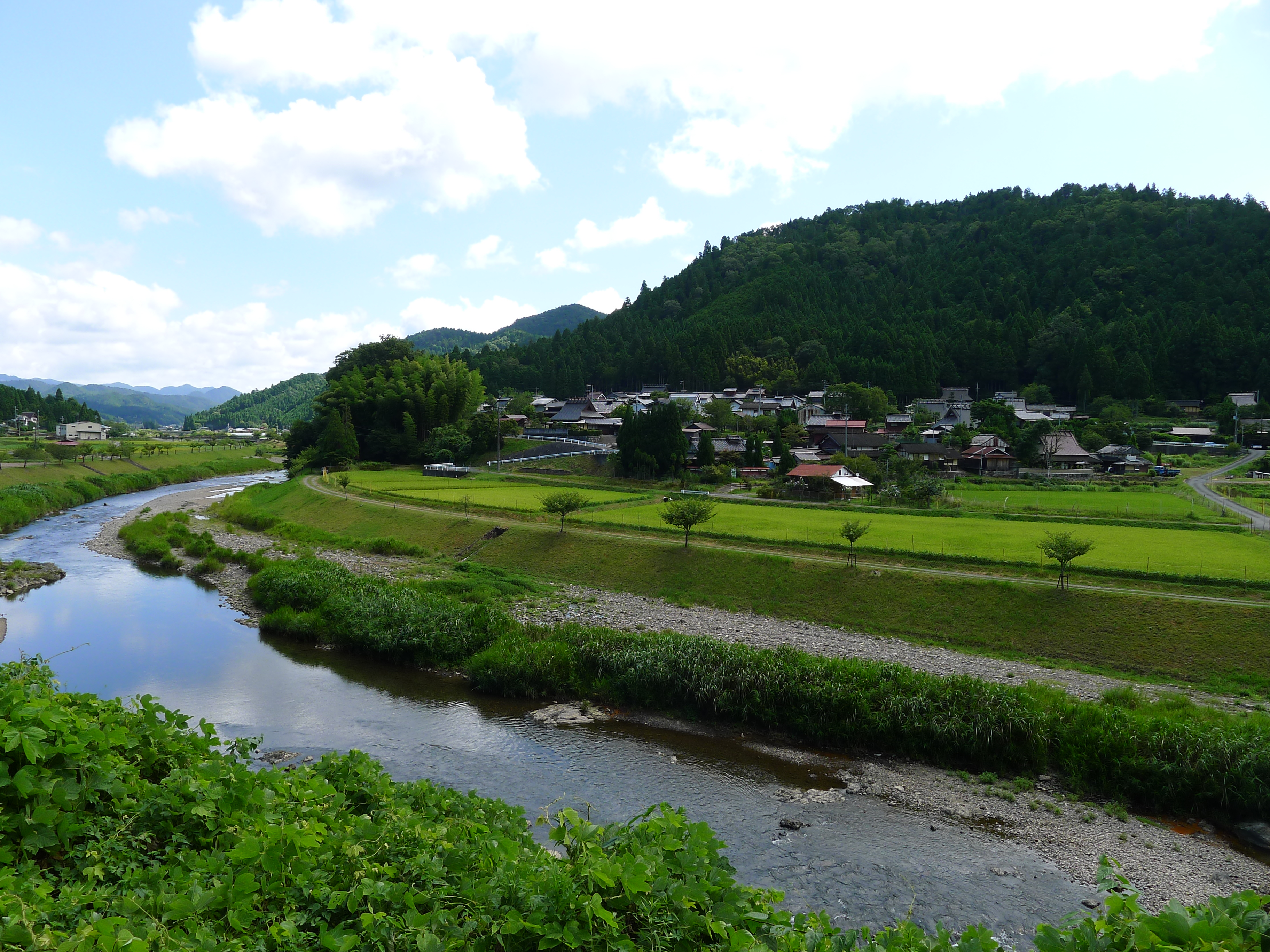
古時山國莊的杣林與水田所在的京北下町

《和名類聚抄》記錄丹波舊稱為「太邇波」（たには），是同音的「田庭」轉字。奈良時代的百萬町步開墾計畫等提升了稻米收穫量，並在獎勵開墾的同時實施禁伐，藉此保護森林涵養力與灌漑水源，育養著大片水田的丹波高原野因此免除亂伐的危機。從平城京出土的《長屋王家木簡》中可見「桑田郡山國里 泰長椋伊賀加太萬呂二人六斗」，可確認山國鄉是稻米產地。山國莊與其周邊的京北一帶，從《黑田地區文書》等古文書可知在平安時代時先開發為貴族莊園、之後變成平氏領地，最後成為鎌倉幕府御家人的畿內守護大內氏檢地。花脊別所町則由平家落人經營，開發為小型梯田。
《續日本紀》記載文武天皇4年（700年）「二月戊子 令丹羽國獻錫」，可知當時丹波高原產錫。

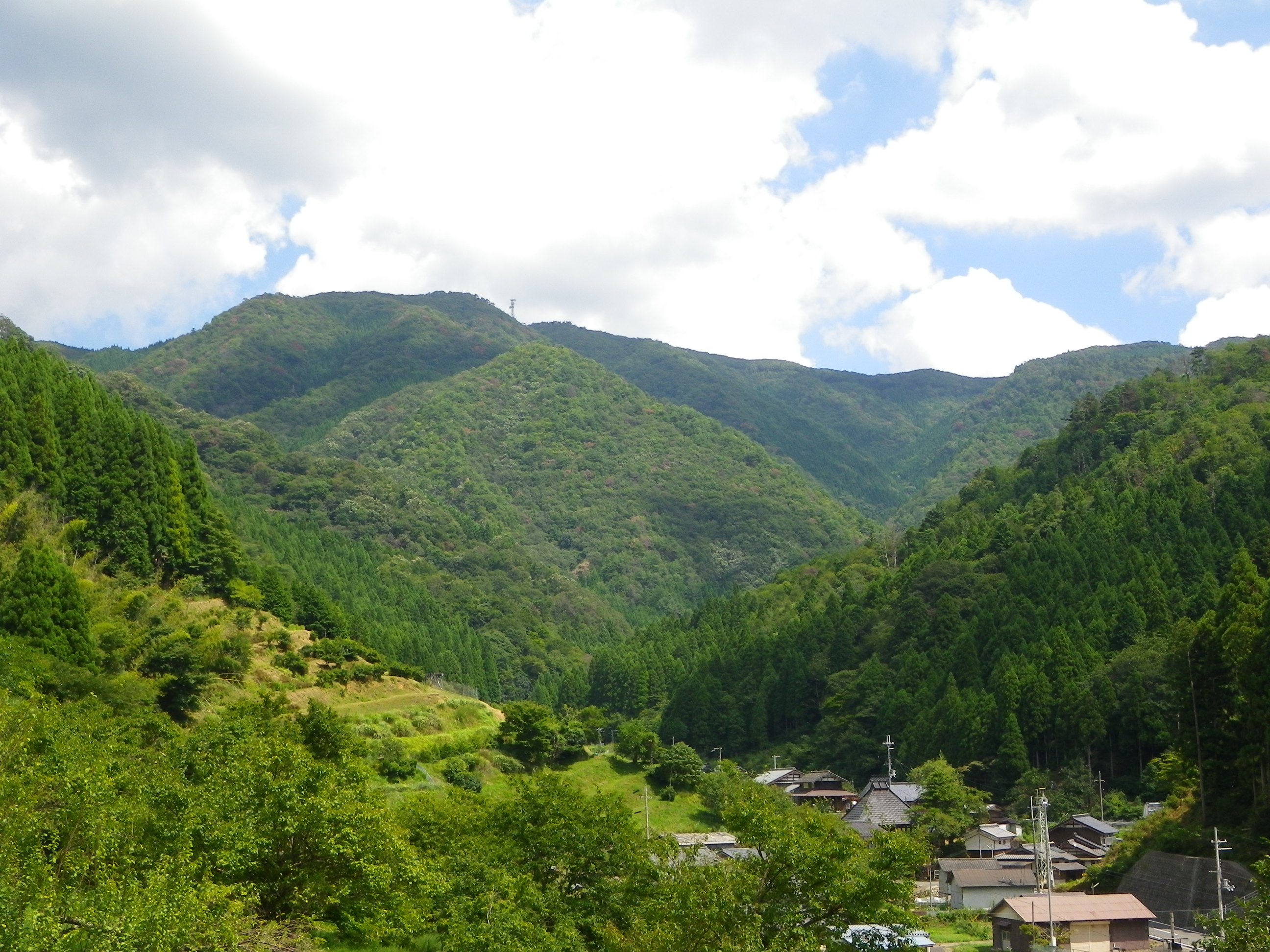
長老岳上方的積雨雲又稱「丹波太郎」

戰國時代的《人國記》批評丹波地方（南丹）人民受到都城的影響失去自有的本質。《御湯殿上日記》則記載做為禁裏御料的山國莊在室町時代原是足利將軍家領地，應仁之亂後成為大名領地，之後再由織田信長歸還朝廷。江戶時代編纂了《丹波志》、《山城名勝志》、《山州名跡志》、《丹哥府志》、《峰山明細記》等地方志，紀錄了此地紮根於自然環境的文化。上田秋成的《膽大小心錄》記錄了舊曆六月丹波高原的積雨雲「丹波太郎」，這種雲帶來的降雨是形成丹波高原生態系的要素之一。
中丹側由於屬於山陰道，因此受到出雲國系的文化影響。《丹波志》記載丹波國是由出雲神明所創，因此一宮是龜岡市的出雲大神宮。《日本書紀》記載大和王權派遣丹波道主命來到丹波。《釋日本紀》』收錄的《丹波國風土記》輯佚記錄了當時丹波高原氣候適合桑葉栽培，桑田郡的地名也暗示了當時養蠶興盛。從史實來看，綾部是由渡來人漢氏帶來養蠶業，《延喜式》記載了丹波國的租庸調有徵收絹布，也證明了當地有發展養蠶業。

#### 新誌
柳田國男引用了《丹波志》，指出由良川流域有許多以「島」命名的地名，其發音「シマ」在古時是指一定的領域與聚落（1951年（昭和26年）《島之人生》）。
1971年（昭和46年），新潮社出刊的白洲正子《隱里》（かくれ里）中，表示花脊（八桝）與廣河原（下之町）的松上火祭是與峰定寺周邊的自然有密切關係。
1972年發表的司馬遼太郎《街道漫步》之《洛北諸道》拜訪了花脊、峰定寺、山國神社、周山等地，並提及了該處的山伏與修驗者。
田中淳夫的《森林與日本人的1500年》（平凡社）認為山國莊的杣是日本木造建築的原點，為世界最古老的林業之地。
田嶋謙三的《森林的復活》（朝日新聞社）則記述了北山杉林業使用丹波高原當地杜鵑花枝繞在杉木上的表面加工傳統技法、利用當地天然資源維護人工林等。

### 民俗

#### 信仰、祭典

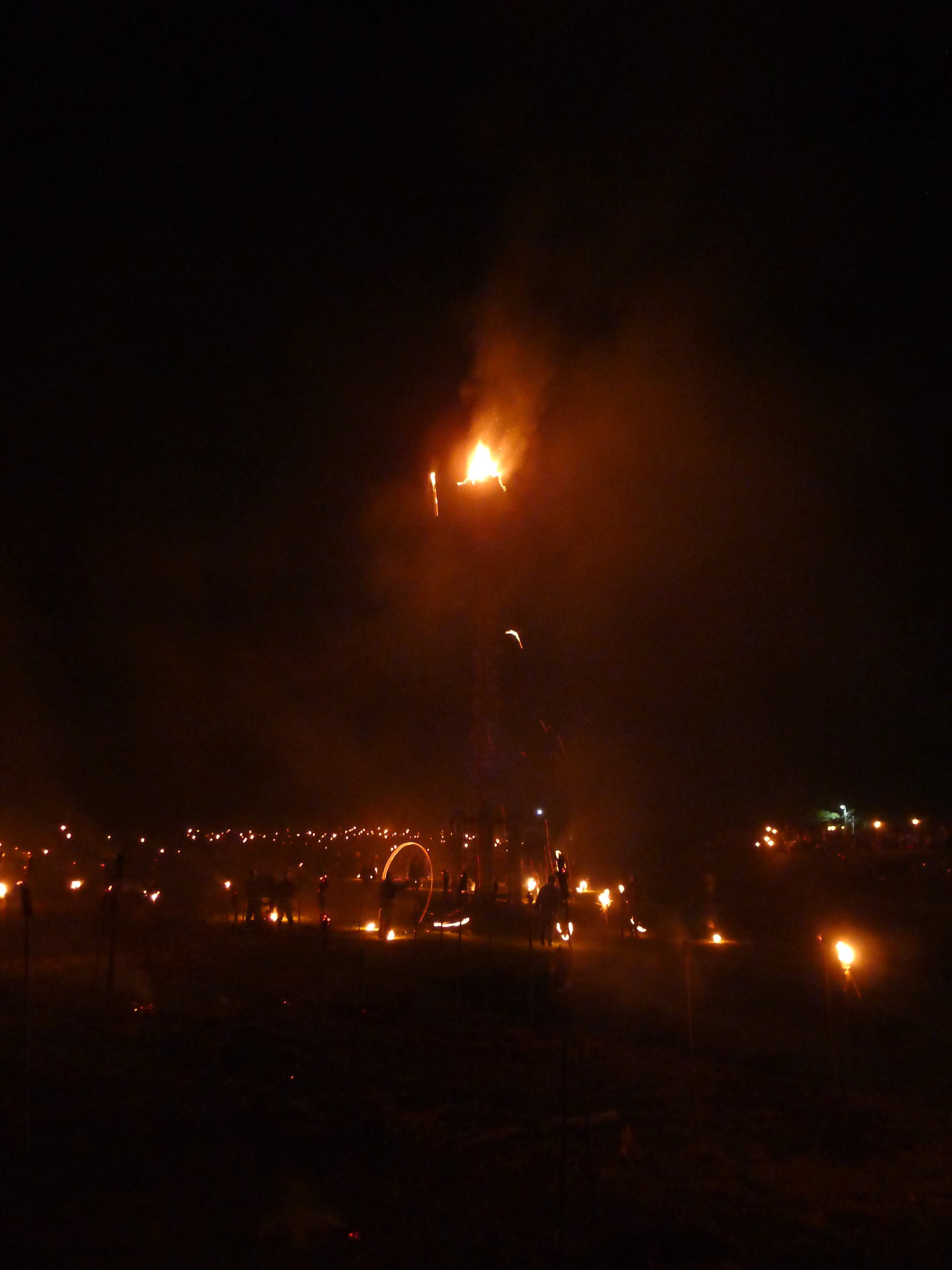
廣河原的松上火祭

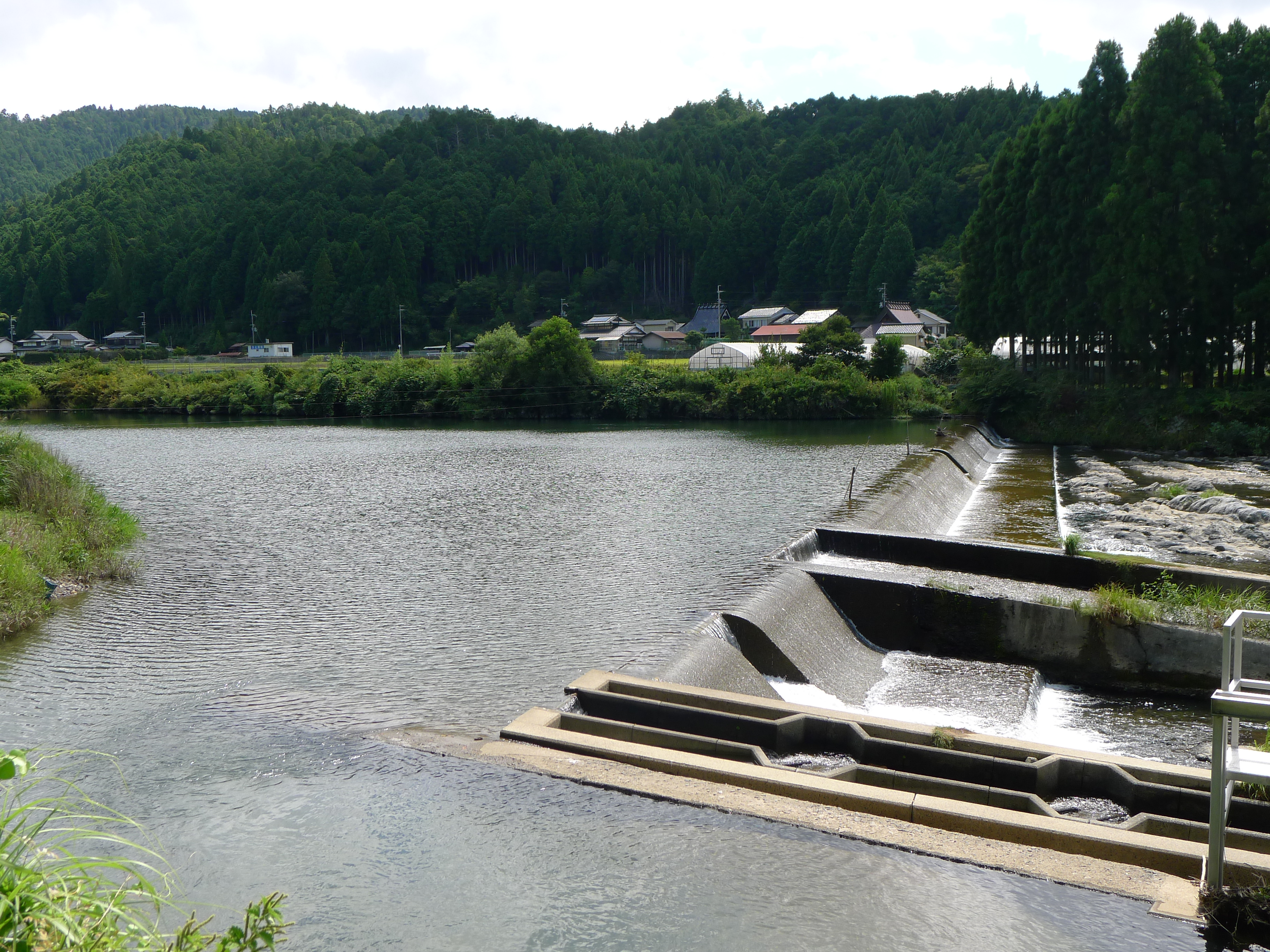
桂川的頭首工（京北）

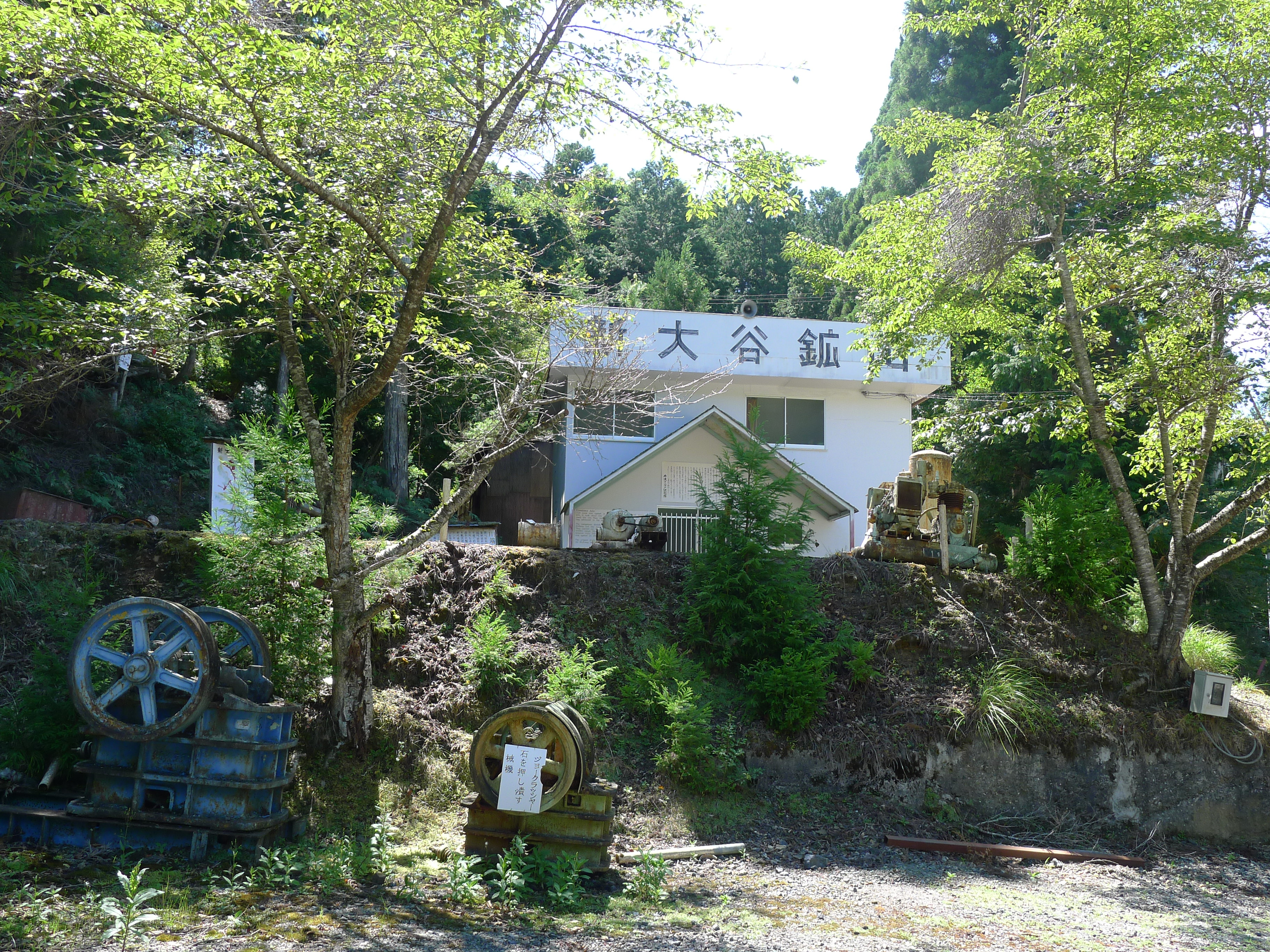
丹波錳礦山

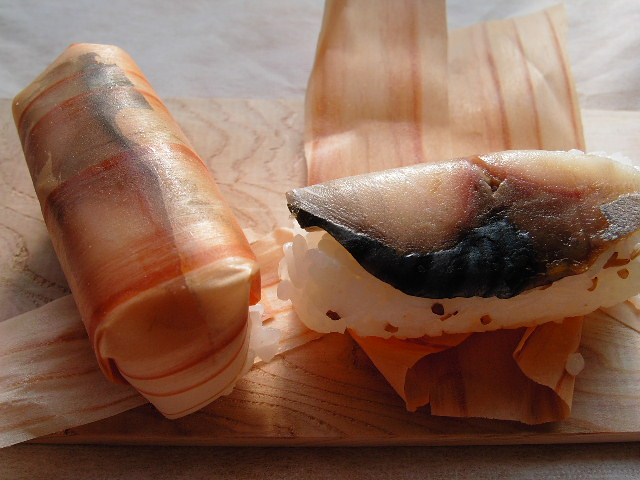
北山杉經木包裹的鯖壽司（道之驛Woody京北）

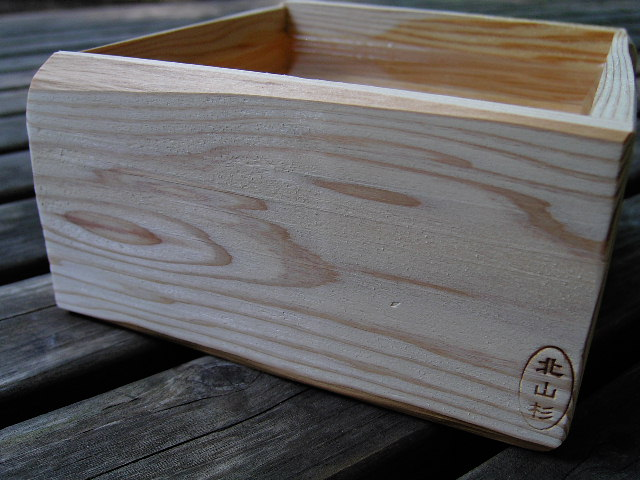
用北山杉枡裝的地酒（道之驛Woody京北）

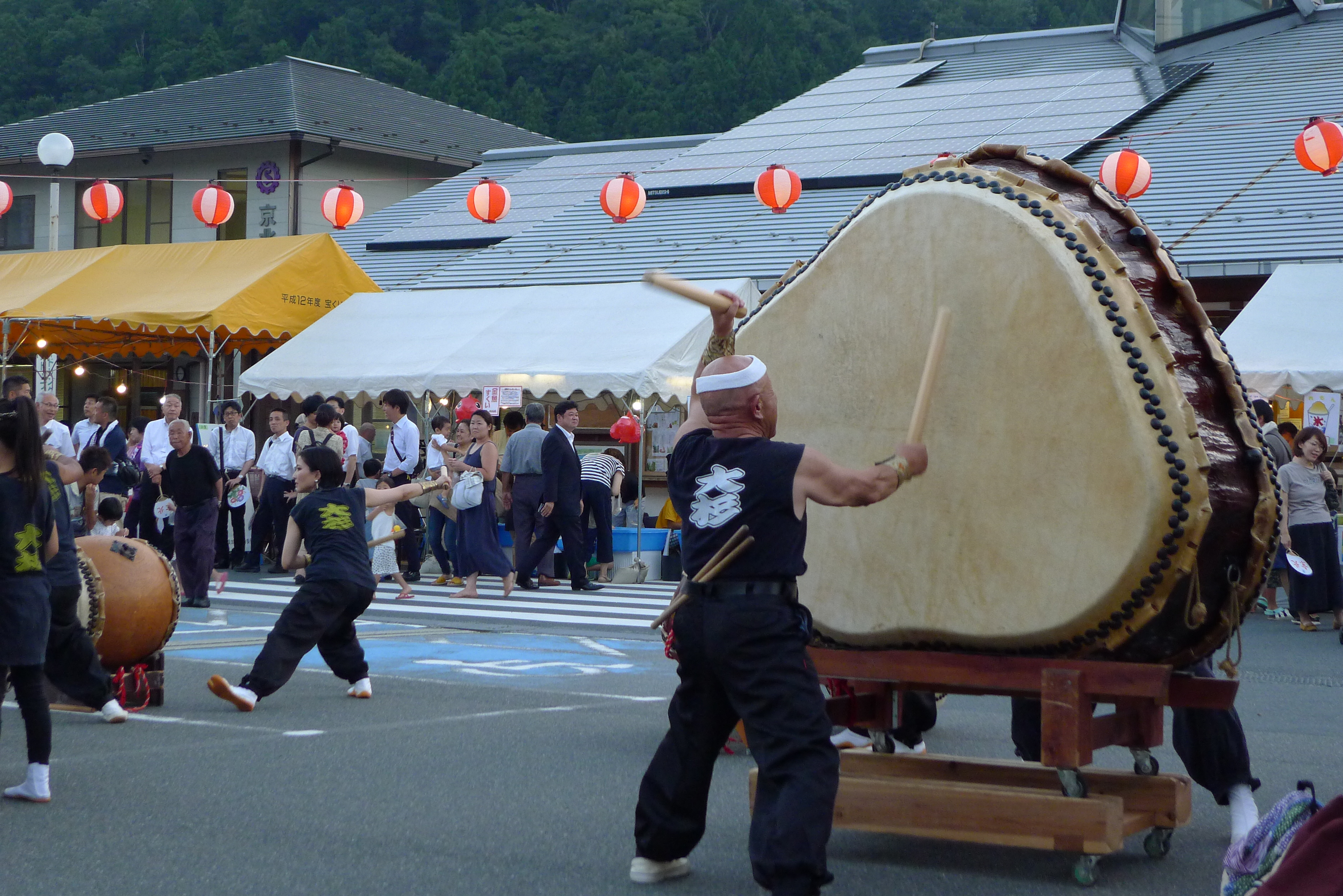
大杉太鼓（京北夏祭）

京都除了著名的鞍馬火祭，國定公園內的左京區久多、花脊、廣河原、右京區的小鹽、南丹市美山一帶也有稱作「松上」（松上げ）的火祭。鞍馬火祭是拿著火把（松明）遊行，而松上火祭則是會立起高約20公尺的「燈籠木」（大松明），並在柱子上方架上稱做「笠（傘）」的籠子。人們會將手上附著繩的小火把（放り上げ松）點火並甩向燈籠木上方，最後燈籠木燃燒而倒塌。這項活動是源自於祭祀愛宕神社祈求防火的愛宕信仰，時間選在盂蘭盆節（地藏盆）則是神佛習合的結果。活動中，沒有神職主持，完全由村民自行舉辦。
為了保護山林，山區十分重視防火，現在林地的門上會貼上愛宕神社的「火迺要慎」御札，山中也可見祭祀山神大山津見與祈求防火的火燒地藏的祠堂。
此外，大原地區會將切割好的木材利用河川運送至下游，因此可見思古淵神社祭祀保護免受河怪侵擾的思子淵神。

#### 家屋
京都丹波高原國定公園除了知名的美山茅葺聚落外，園內還有各種樣式的家屋。家屋基本上採切妻造，以前以茅葺為主，現在屋頂則多用鐵皮。久多、花脊、廣河原是典型的平入式，右京區跨國定公園邊界的嵯峨越畑地區建築以攝丹型為主，綾部市上林、古屋則流行源自北攝地方（現大阪府能勢町）的能勢型。鄰接國定公園的北區北山一帶則是獨特的北山型。
美山町樫原有這些家屋樣式的原形、現存日本最古老的農家家屋兼重要文化財石田家住宅。
這些家屋都是使用當地的北山杉，屋頂的茅草（白茅）也是來自於桂川與由良川的河川地。
另外，有些家屋為了避邪會將牆壁、屋簷、外牆使用當地的土紅色（紅鐵粉）塗成紅色。
綾部地區在妻側會使用代表防火的「水」字做為裝飾。

#### 水・灌漑
雨水滲透丹波高原山毛櫸林的腐葉土層後，經石灰岩與花崗岩等地層過濾，形成富含養分與礦物質的水源注入桂川與由良川。右京區桂川水系灰屋川支流的武路谷以「武地谷水源之森」入選水源之森百選，綾部市面由良川水系的區域也以「水源之里」施行條例進行管理。
自古以來，山國莊利用桂川水源進行灌溉，並為比賀江、中江、塔、辻、鳥居、下等六聚落設置六井堰。堰有多條細小水道將水源引至各地。

#### 地方產業
國定公園內以林業為主要產業，除了木材以外，還有筷子與杓子等木工製品以及炭加工。
其他產物還有京都市傳統產業和蠟燭的原料野漆（櫨）。為了京都寺院點燈的需求，室町時代開始就利用丹波高原的木蠟樹製作蠟燭，江戶時代以後改用琉球的外來品種。野漆是喜好溫暖氣候的植物，南丹側雖然冬天多雪，但由於屬瀨戶內海式氣候，因此在丹波高原山下里山進行栽培。在更早使用蜂蠟的時代，丹波高原也有養蜂紀錄。另外，為了都內行燈需求，當地也種植油菜以榨取菜籽油。同時，油菜花可做為養蜂所需的蜜源，油也能供應當地火祭所需。
江戶時代，綾部藩招聘的佐藤信淵看中丹波高原的溫暖濕潤氣候，推動茶樹（綾部茶）栽培，傳統的養蠶業也促成綾部近代以後纖維產業的發展。其他作物還有綾部的和紙（黑谷和紙）原料楮、南丹的魁蒿等藥草、京丹的祇園祭粽使用的笹葉等等。人們透過丹波高原的生態系服務，形成永續性的循環經濟。
受惠於石灰岩地質，當地可升產白牆所需的塗料漆喰，右京區京北細野町採掘的鳴瀧砥石是來自丹波層內的P-T交界。1889年（明治22年）～1983年（昭和58年），本地錳礦開採位居日本第一，京丹波和知町還有以鎢聞名的鐘打礦山及和知礦山。另外，「丹波」之名也被認為從「丹場」轉變而來，是平安京紅色塗料原料「丹」（辰砂）的供給地之一。京都伏見稻荷山著名的黃土也可在左京區芹生谷開採。

#### 食
山菜等的採集也是國定公園內里山食物的來源之一，如松茸就以丹波地名發展成地域品牌。丹波黑豆與丹波栗現在盛產於丹波篠山市等地的平原地區，但原先是丹波高原的原生種。綾部則有許多利用日本七葉樹果實的食品，如栃餅及米菓おかき等。
稻作不易的山區種有蕎麥與大豆。大豆是味噌等調味料與納豆的原料，京北一帶有常照皇寺發源的山國納豆及其製作的納豆餅。
現在京都市右京區、左京區仍有栽種傳統的京野菜，南丹市與京丹波町則發展出多樣的京野菜品牌。
桂川以香魚聞名，香魚料理使用的蓼酢，其原料水蓼也是來自於丹波高原。鯖街道周邊則有許多鯖魚料理如鯖壽司、米糠醃魚、西京味噌的西京漬、散壽司等。近年注目的野味則是當地悠久的食材來源。
京都伏見日本酒十分著名，其水源來自於當地地下水，米則透過伏見港運入。近年也開始使用京都獎勵品種祝米釀酒，祝米主要生產於國定公園內，並利用京北的北山杉製作木桶，由南丹市美山丹波杜氏進行傳統釀造。

#### 船運
桂川的木筏船運發展自平安京營造時期，角倉了以整修河川後成為資材運往京都的路線之一。廣河原作為最上游的集散地而興起，丹波材也因河港嵯峨稱做嵯峨丸太。
然而，1951年（昭和26年）世木水壩的興建截斷了水路，加上同時期道路拓寬與路面鋪裝、汽車普及等因素讓船運退出舞台。近年，在傳統技術繼承與觀光資源發展等目的下，重新推出順流遊船（筏下り）。

#### 文藝
貴船北方、灰谷川沿岸的「芹生之里」（右京區京北芹生町）是人形淨瑠璃與歌舞伎《菅原傳授手習鑑》（四段目的寺子屋）的菅原道真遺子隱居地。另外也是田中澄江小說、NHK連續劇《花ぐるま》（1974年、講談社） 的舞台。
使用淨瑠璃曲調的舞蹈「淨瑠璃くずし丹波音頭」成立於江戸時代，以京北為中心拓展至南丹、中丹等地。現在除了保留於盆踊，也保留於京丹波町和知與福井縣名田庄的「文七踊」。另外，盆踊時會使用伏狀台杉大木製作的和太鼓「大杉太鼓」。其不規則、不均勻（寬度、深度）的獨特形狀，讓太鼓在演奏時，不同的位置會展現出不同的音階與殘響。

## 森林經營

### 世界最古老的民需育成林業

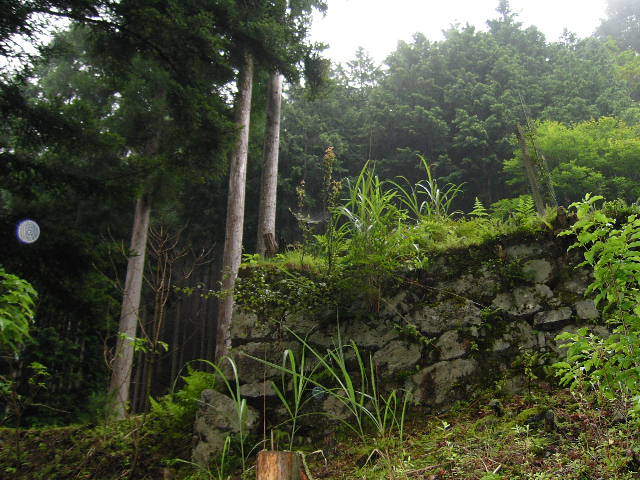
北山杉林為防止崩塌與野獸而建造石垣

日本有計畫的植樹造林最早可追溯至9世紀。但是當時只作為貴族與寺社的建材使用。14世紀左右，京都北山至國定公園區域一帶的民眾開始植樹造林以作為橋梁等公共基礎建設或民家的建材來源，是世界最早發展出的循環型林業。

### 林業遺產

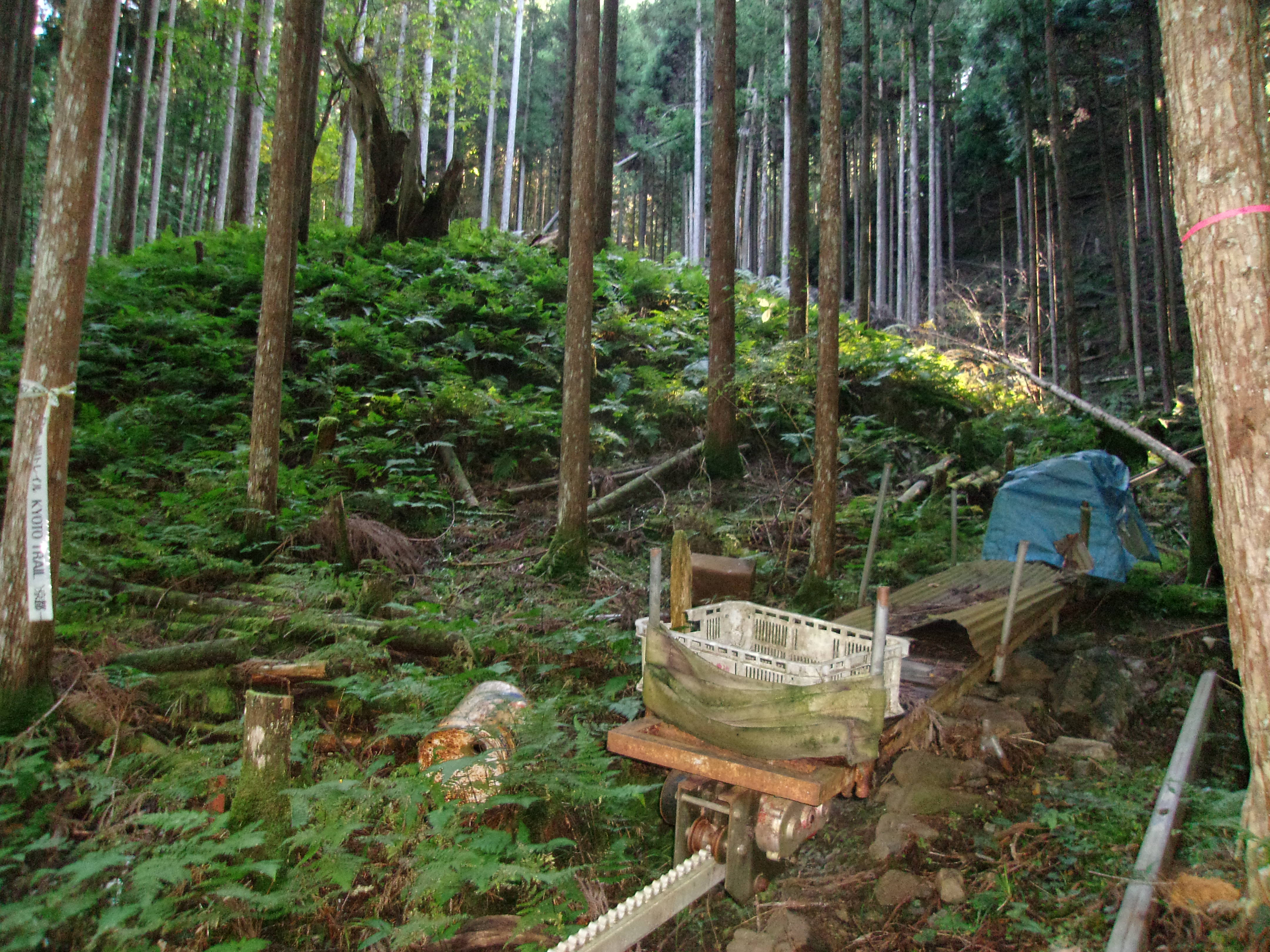
林業用的運輸軌道（京北細野町）

北山杉林地與相關設施，及京都北山杉之里綜合中心收藏資料在2017年以「北山林業」選為日本森林學會林業遺產。國定公園內的遺產範圍包含右京區京北細野町與宇津地域、南丹市八木町、日吉町、美山町。

### 賺錢的林業
安倍政權在成長戰略中提出「強力的農林水產業」，使得已是夕陽產業的林業再次受到注目。擁有北山杉的京都更以「賺錢的林業」為題，透過制定森林計劃並採用森林認證制度來實現品牌塑造。
2018年（平成30年）《森林經營管理法》成立後，企業可跨入林業經營，部分地主也在林業顧問的協助下發展自伐型林業。此外，地域振興協力隊也在探索新型的林業（綠色雇用）發展。

### 可見的林業
北山杉人工林為了能培育出筆直的木材而實施適度修剪，也使得陽光能直射林床，促進了地面灌木及相關生態的發展。而筆直北山杉林立的景色也成為森林美學，除了京北井戶町的祖父谷有京都府指定的展示林，也與周邊的田園景色結合發展生態旅遊、綠色旅遊。
原先日本的遺產旅遊是以工廠等第二級產業為主體，現在也開始跨入林業。
現在在新型冠狀病毒疫情的影響下，長途旅行受到限制，前往京北地區的微旅遊開始引起京都市區民眾的注意。
另一方面，鄰接國定公園的北區北山則冀求將北山杉林業景觀選定為重要文化景觀。

## 環境破壞
蘆生地區周邊的櫟木持續枯死，使得位於食物鏈頂端、以橡實為食的亞洲黑熊面臨滅絕危機，進一步影響到整體生態系。另外也發生鹿等野獸破壞人類作物與外來種入侵等情形。
大野水壩的虹之湖以釣黑鱸聞名，卻也造成周邊香魚的滅絕。除此之外，氣候暖化所造成的水溫上昇，使得黑鱸逐漸往由良川上游移動，引起漁協的擔憂。
傳統家屋屋頂建材的茅草具有吸收有機成分、淨化水邊水質的功能，然而隨著茅草屋頂的需求減少，未割除的茅草腐爛後反而汙染了水質。
治山水壩的建設，雖保護了北山杉營林地，但也成為了水生生物（如川吻鰕虎）溯游而上的阻礙物。
為了配合1970年（昭和45年）日本萬國博覽會的舉行，從美濱發電所拉出的輸電線在國定公園內形成多座電塔，被批評為破壞景觀。輸電線從滋賀縣高島市朽木進入公園，經久多、桑谷山東麓、大悲山西麓、花脊、灰屋、石佛峠、祖父谷峠、棧敷岳北麓（ナベクロ峠）、河原峠南邊至京北開閉所。
北陸新幹線敦賀以西路線選定小濱-京都線時，由於決定以大深度開鑿地下隧道通過公園，被認為會對地下水等造成影響，要求提出詳細的環境影響評估，最後改為避開蘆生之森下方。
2018年7月台風7號與之後的平成30年7月豪雨造成國定公園內發生河川氾濫與土石流，9月的台風21號造成京都一周步道多起樹木倒塌，通行困難。
由於南丹市貯水池少，2018年至2019年降雪量也低於平均，2019年黃金周十連休大量遊客湧入茅葺之里·美山造成當地水源不足與觀光公害。

### 世界遺產化運動失敗的影響

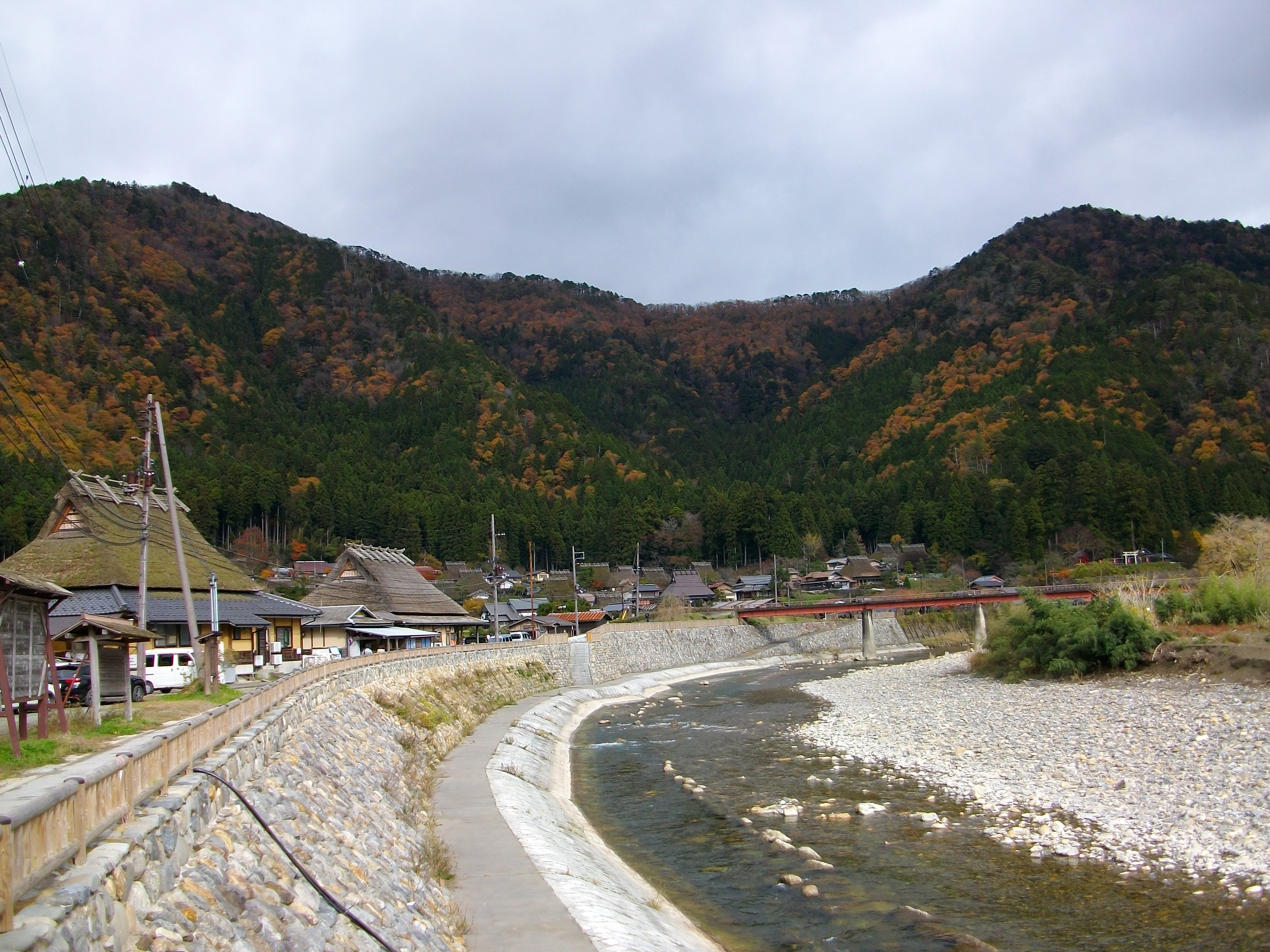
護岸完成整備的由良川。考慮周邊景觀採用的玉石積（玉石積み）卻是不屬於當地傳統的技法。

1990年代後半，以茅葺聚落·北村居民為中心組成「蘆生之森世界遺產登錄會」，推動將蘆生研究林與北村集落登錄為世界遺產（複合遺産）。然而，該組織未能與研究林擁有者京都大學取得共識，舊美山町（南丹市合併前）也推動在研究林內建設關西電力的抽蓄發電廠，無法取得行政方面的支援。之後，2003年（平成15年）環境省與林野廳舉行「世界自然遺產候補地研討會」，蘆生之森未能成為候選地，使得自然遺產申請成為泡影，而茅葺家屋在白川鄉與五箇山的合掌構造村落已成為世界遺產的情況下，登錄為文化遺產的可能性也微乎其微，登錄運動宣告失敗。

## 主要景點

### 美山地區
- 重要傳統的建造物群保存地區茅葺之里・北村
- 八峰

### 綾部地區
- 頭巾山
- 光明寺

### 京丹波地區
- 長老岳

### 左京區北部地區
- 久多的京都府立大學演習林和山村集落
- 皆子山
- 花脊峠

### 京北・天若湖地區
- 日吉水庫
- 府民之森日吉

## 關連市町村
- 京都府 - 京都市、綾部市、南丹市、京丹波町

### 備註
1. ↑  為了強調其關係，特別提及世界遺產的社寺建築有許多使用丹波高原生產的北山杉
2. ↑  京都觀光協會為了讓觀光客分散至市區外，2020年啟動珍藏的京都 ～超越經典～ 計畫 （页面存档备份，存于），大力推廣國定公園內的京北與大原地區
3. ↑  杉木在太平洋側稱做表杉（オモテスギ），日本海側稱做裏杉（ウラスギ），蘆生杉是日本海側杉木的變種。因標本取自蘆生研究林而得名。
4. ↑  伏條台杉是因雪的重量造成伏狀更新（受自然現象形成的壓條法（茎伏せ）），在地面形成樹株，又稱櫓杉，是鎌倉時代～南北朝時代設計出的育樹法。明治時代改採現在一般的單莖（一本木）栽培，現在成為自然生長的野生種。類似的有岐阜縣的株杉。
5. ↑  國定公園內的聚落幾乎都從事林業和農業，僅右京區周山町是周山街道、鯖街道的宿場町。
6. ↑  將易腐爛的魚類如鯖魚以鹽漬或濱燒鯖的料理方式運送，運送慈使用杉葉包覆並放入杉木箱中。由於杉木的多酚有抗菌作用，讓鯖街道雖然不是最短距離，但利用了該處丹波高原的杉木提高保存效果。
7. ↑  和知富士東麓因木材難以搬運而生長成濃郁茂密的林相。圖中也可見佇立的枯木。由於沒有砍伐與剪枝，陽光難以照到地面。
8. ↑  大悲山的峰定寺本堂以內是自然環境保全地域，禁止進入。站可以從西北側桑谷山山脊進入。山的周圍有自然觀察路。
9. ↑  天神之森、古道之森、馬醉木之森、漫步之森、木漏日之森、綠風之森、野鳥之森組成
10. ↑  寺山在右京區京北井戶町寺山，是常照皇寺的核心
11. ↑  三國山經八峰至頭巾山的山嶺是若狹國與丹波國的交界，稱做若丹國境（くにざかい）尾根。
12. ↑  這裡的河川指一級河川以及與人類生活相關的主要二級河川。
13. ↑  蘆生之森中的由良川源流域為第1種特別地域
14. ↑  河川法將淀川水源定為琵琶湖，因此安曇川與桂川都是淀川水系。
15. ↑  相對於以針葉樹北山杉為主體的京都丹波高原，天森以照葉林為主。秋季是紅葉景點，但登山道（鯖街道的支線）有熊出没。
16. ↑  天森的別稱，源自於愛宕郡向京都代官繳納年貢與鯖街道（敦賀街道、鞍馬街道）關錢的「納所」（なっしょ）。
17. ↑  寺山是京都府道61號京都京北線井戶峠以東，越過右京區京北井戶町與桂川的井戶祖父谷、京北大野町、京北辻町至飯森山的範圍總稱，自然環境保全地域是桂川西側的區域。
18. ↑  鍋谷山、井之口山的片波川上流域伏條台杉群生地是「京都府環境守育條例」的「京都府自然環境保全地域」認定第一號，備有部分觀察路，全境禁止進入。井之口山的群生地是私有地，設有柵欄。
19. ↑  往兩山的倉谷林道因2013年颱風坍方，國定公園成立時無法通行。可從大布施經片波山（湯槽山）、鍋谷峠（ナベ谷峠）的林道，或原地中之町登上鍋谷道（ナベ谷道）從鍋谷峠前往。從片波町的灰屋口可通往觀察路。
20. ↑  國定公園外的龜岡市櫻石，與丹波市發現丹波龍（日语：丹波竜）的篠山層群（日语：篠山層群）也屬於丹波層與丹波帶。
21. ↑  由良川分水界在國定公園外的丹波市水分公園（日语：水分れ公園）。
22. ↑  還有鄰接國定公園的左京區鞍馬溫泉與大原溫泉（日语：大原温泉），龜岡湯之花溫泉（日语：湯の花温泉 (京都府)）等。
23. ↑  與另一說由「田場」轉字為丹波一樣，可代表當時丹波高原稻作興盛
24. ↑  岡谷公二著作《伊勢與出雲》（平凡社新書）表示丹波是伊勢（大和王權）與出雲之間的中繼地，國讓過程中將出雲的製鐵技術傳給大和王權，丹波產的錫（褐鐵礦）協助了畿內政權的建立。而在祭祀大和王權祖神的伊勢，五十鈴川（日语：五十鈴川）的「鈴」便是由「錫」（スズ）演變而來。
25. ↑  位於丹波國與山城國交界、鄰接京都丹波高原國定公園的愛宕山愛宕神社祭祀養蠶神稚產靈神與其女豐受姬命，是丹波養蠶農家的祭拜對象，也是龜岡愛宕神社（日语：愛宕神社 (亀岡市)）的起源。豐受姬命不僅祭祀於丹波各地（包含後來脫離丹波的丹後國），也成為伊勢神宮外宮豐受大神宮的祭神。
26. ↑  例如南丹市美山町島地區的島台
27. ↑  現在改以機械進行表面處理，材料也用塑膠與聚氯乙烯取代
28. ↑  但近年逐漸改用油漆。
29. ↑  過去廣河原有起源於惟喬親王（日语：惟喬親王）傳說的木地師（日语：木地師）。現在存留於廣河原杓子屋町等地名
30. ↑  鳴瀧砥石是京料理調理時所需的磨刀石來源
31. ↑  除了傳統食材，丹波高原近年也開始栽種葡萄進行葡萄酒（丹波葡萄酒（日语：丹波ワイン））釀造，利用黑豆製作發泡酒（黃櫻（日语：黄桜））與咖啡，或是利用栗製作燒酎與利口酒。其中，黑豆咖啡是發源自京丹波町
32. ↑  桂川香魚是京都站與園部站的鐵路便當鮎鮨（日语：鮎鮨），及甘露煮、鱁鮧（日语：うるか）、炊飯、魚素麺（日语：魚そうめん）的代表食材。
33. ↑  由於伏狀台杉大木的採伐受到限制，現在無法製作新的大杉太鼓
34. ↑  奈良的吉野杉（日语：吉野杉）林業發展自16世紀
35. ↑  日本植林在石見銀山登錄為世界遺產時也是評估對象

## 刊物
- 『別冊Discover Japan TRAVEL 森の京都』 エイ出版社（2017年）

## 關連項目
- 國定公園
- 日本秘境百選：蘆生原生林
- 日本風景街道：鯖街道、美山茅葺由良里街道

## 外部連結
- （日語）京都丹波高原國定公園 （页面存档备份，存于）
- 「京都之森」構想PDF 京都府